# Manifestations de la place Tian'anmen
Vous lisez un « bon article » labellisé en 2010.
Pour les articles homonymes, voir Tian'anmen (homonymie).
Les manifestations de Tian'anmen se déroulent entre le 15 avril 1989 et le 4 juin 1989 sur la place Tian'anmen à Pékin, la capitale de la république populaire de Chine. Elles se concluent par une vague de répression, parfois englobée sous l'expression de massacre de la place Tian'anmen.
Cet événement politique, le plus important de l'après-révolution culturelle, prit la forme d’un mouvement d'étudiants, d'intellectuels et d'ouvriers chinois, qui dénoncent la corruption et demandent des réformes politiques et démocratiques. La contestation s'étend à la plupart des grandes villes, comme Shanghai, et aboutit à Pékin à une série de grandes manifestations et de grèves de la faim organisées sur la place Tian'anmen. Après plusieurs tentatives de négociation, le gouvernement chinois instaure la loi martiale le 20 mai 1989 et fait intervenir l'armée le 4 juin 1989.
La répression du mouvement provoque un grand nombre de victimes civiles (de quelques centaines à dix mille selon les sources), et de nombreuses arrestations dans les mois suivants. Plusieurs dirigeants politiques favorables au mouvement sont limogés et placés en résidence surveillée, notamment le secrétaire général du Parti communiste chinois, Zhao Ziyang. Le gouvernement expulse les journalistes étrangers et contrôle strictement la couverture de l’événement par la presse chinoise. À l'étranger, la répression provoque une condamnation générale du gouvernement chinois.
Les manifestations de Tian'anmen ont été un moment critique dans l'histoire moderne de la Chine. Les réformes politiques de la Chine depuis 1986 lancées par Deng Xiaoping et Zhao Ziyang ont échoué et se sont terminées de façon spectaculaire, avec des réformistes comme Zhao démis de leurs fonctions,. Le programme « Réforme et ouverture » s'est arrêté après les manifestations et n'a repris qu'après la tournée d'inspection de Deng Xiaoping dans le Sud en 1992,.

## Dénomination
En Chine, ce mouvement social, le plus important de l'après-révolution culturelle, est connu sous le nom de « mouvement du 4 juin » (chinois simplifié : 六四运动 ; chinois traditionnel : 六四運動) ou simplement « 6 – 4 » (六四). Cette désignation est calquée sur celle de deux autres manifestations : celle du 4 mai 1919 (nommée le « mouvement du 4 mai ») et celle du 5 avril 1976 (le « mouvement du 5 avril »). Cependant, le terme officiel utilisé par le gouvernement de la république populaire de Chine est « troubles politiques du printemps et de l'été 1989 » (春夏之交的政治風波).
Autres désignations : « massacre de la place Tian'anmen » (天安門大屠殺), « massacre du 4 juin » (六四大屠殺) ou encore « massacre de Pékin » (北京大屠殺). En France, on parle également de « printemps de Pékin », par analogie avec le Printemps des peuples ou avec le printemps de Prague.
L'expression « 4 juin » étant taboue et censurée, les internautes chinois en ont inventé une autre, « 35 mai », pour contourner cette censure chinoise de l'Internet.

## Origines du mouvement

### Boluan Fanzheng

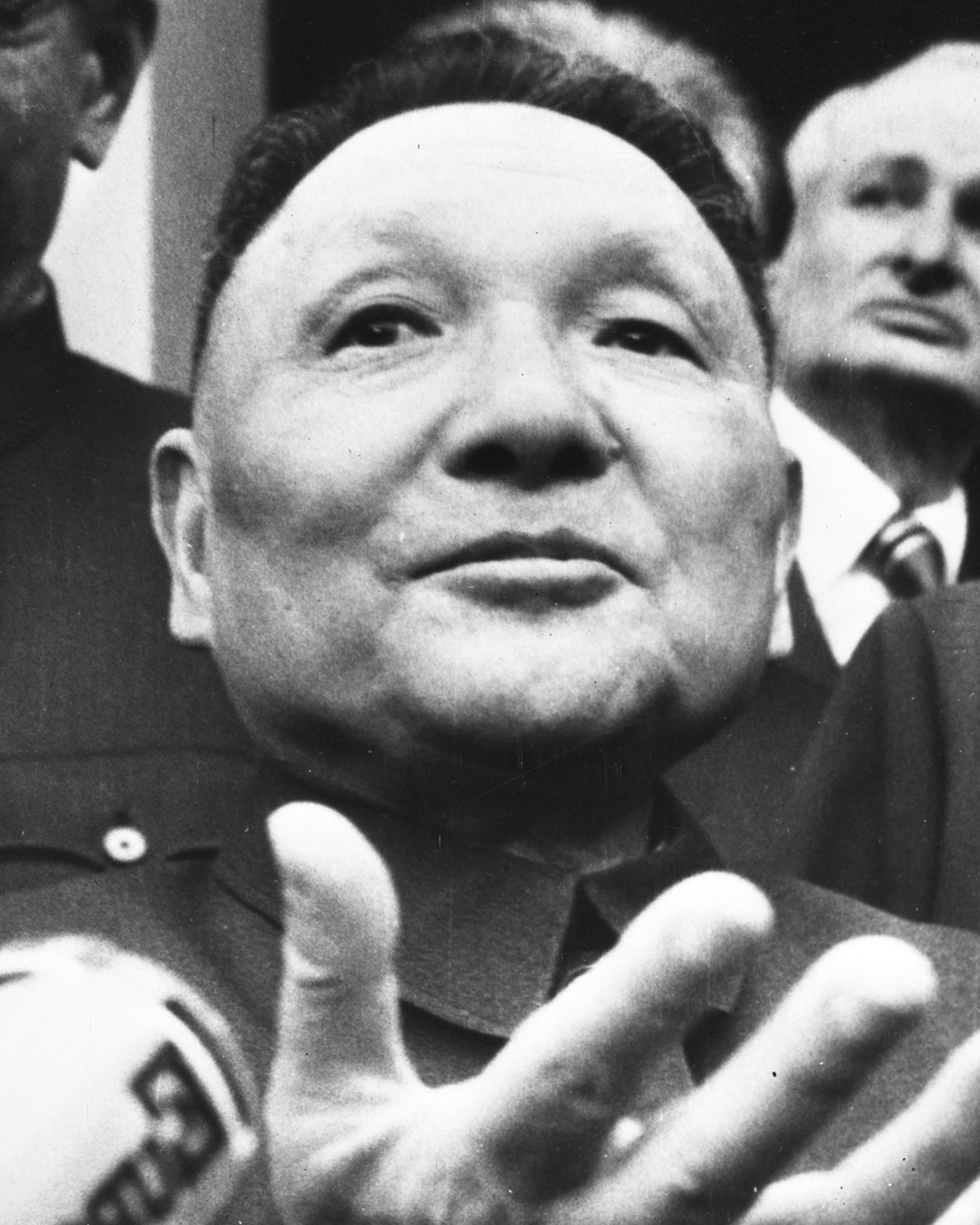
Deng Xiaoping

À partir de la fin des années 1970, la république populaire de Chine est dirigée par Deng Xiaoping, qui a su placer ses fidèles à la tête du PCC et de l'État. À la fin des années 1970, Deng Xiaoping a lancé le programme «Boluan Fanzheng» (en chinois : 拨乱反正) qui tentait de corriger les erreurs de la révolution culturelle.

### Réforme et ouverture
Deng Xiaoping a lancé le programme « Réforme et ouverture » à la fin de 1978. Deng a notamment convaincu le PCC de moderniser le pays en lançant les « Quatre Modernisations » (industrie, agriculture, sciences et technologies et défense nationale) et en ouvrant le pays aux investissements étrangers.
Au premier semestre de 1986, Deng a appelé à plusieurs reprises à la relance des réformes politiques, car de nouvelles réformes économiques étaient entravées par le système politique d'origine, et le pays avait connu une tendance croissante à la corruption et aux inégalités économiques,.
Zhao Ziyang, un réformiste de premier plan, a été nommé par Deng pour prendre en charge les réformes politiques depuis 1986.
En 1989, ce climat politique relativement ouvert encourage des professeurs de l’enseignement supérieur, des intellectuels et des étudiants à réclamer la « cinquième modernisation », celle de la démocratie et du multipartisme, déjà réclamée lors du printemps de Pékin (1979). Ces intellectuels sont également influencés par la glasnost mise en œuvre en URSS par Mikhaïl Gorbatchev. Des étudiants dénoncent l’insécurité qui règne sur les campus, le manque de débouchés et le népotisme, en faveur des enfants des membres du Parti. Des enseignants regrettent de ne pas être mieux payés. Des pétitions circulent qui réclament la libération des prisonniers politiques.
Vivement réprimées à l'origine, ces idées reçoivent, vers le milieu des années 1980, un accueil plus favorable de la part des réformistes proches de Deng Xiaoping, notamment Hu Yaobang et Zhao Ziyang, secrétaire général et Premier ministre chinois jusqu'en 1987.

### Conflit interne au sein du Parti communiste
À l'intérieur du Parti communiste chinois, deux lignes s'affrontent à la fin des années 1980. Derrière Deng Xiaoping, ses alliés demandent une accélération des réformes, tant économiques que politiques. À l'opposé, et face à la montée de l'inflation provoquée par la libéralisation des prix, les adversaires traditionnels de Deng Xiaoping, notamment l'économiste Chen Yun, prônent un arrêt des réformes, voire un retour au contrôle de l'État. Jusqu'en 1986, Deng Xiaoping s'entoure principalement de réformistes, notamment Hu Yaobang et Zhao Ziyang. Cependant, les manifestations étudiantes de 1986-1987 renforcent les partisans d'un arrêt des réformes et poussent Deng Xiaoping à limoger Hu Yaobang, alors secrétaire général du Parti, et à prendre comme Premier ministre Li Peng, un protégé de Chen Yun.
L'ancien Premier ministre, Zhao Ziyang, proche de Hu, prend la tête du Parti. La direction chinoise se trouve alors divisée entre deux tendances : réformistes (avec Zhao) et conservateurs (avec Li). Les dissensions entre ces deux groupes jouent un rôle déterminant dans le mouvement de 1989. Ces divergences au sommet se retrouvent également à l'intérieur de la société. La seconde moitié des années 1980 voit une accélération de l'inflation et une augmentation du chômage, situation qui oppose des ouvriers, souhaitant un retour à l'ancien système, à plusieurs intellectuels, qui, eux, souhaitent une accélération des réformes.

### Mouvement démocratique chinois
Dans les années 1970, la jeunesse chinoise exprime sa « soif de liberté et d'indépendance » comme lors du manifeste de Canton contre la révolution culturelle en 1974 ou lors du Printemps de Pékin en 1978 et son mur de la Démocratie.
Plusieurs mouvements semblables aux manifestations étudiantes de 1989 se déroulent en 1983, 1985, puis au cours de l'hiver 1986-1987.
Au-delà des demandes de réformes politiques, les principales revendications portent alors sur la liberté d'association (création de syndicats étudiants indépendants) et sur la transparence (notamment sur les revenus des cadres et de leur famille).

## Manifestations

### Déclenchement: décès de Hu Yaobang

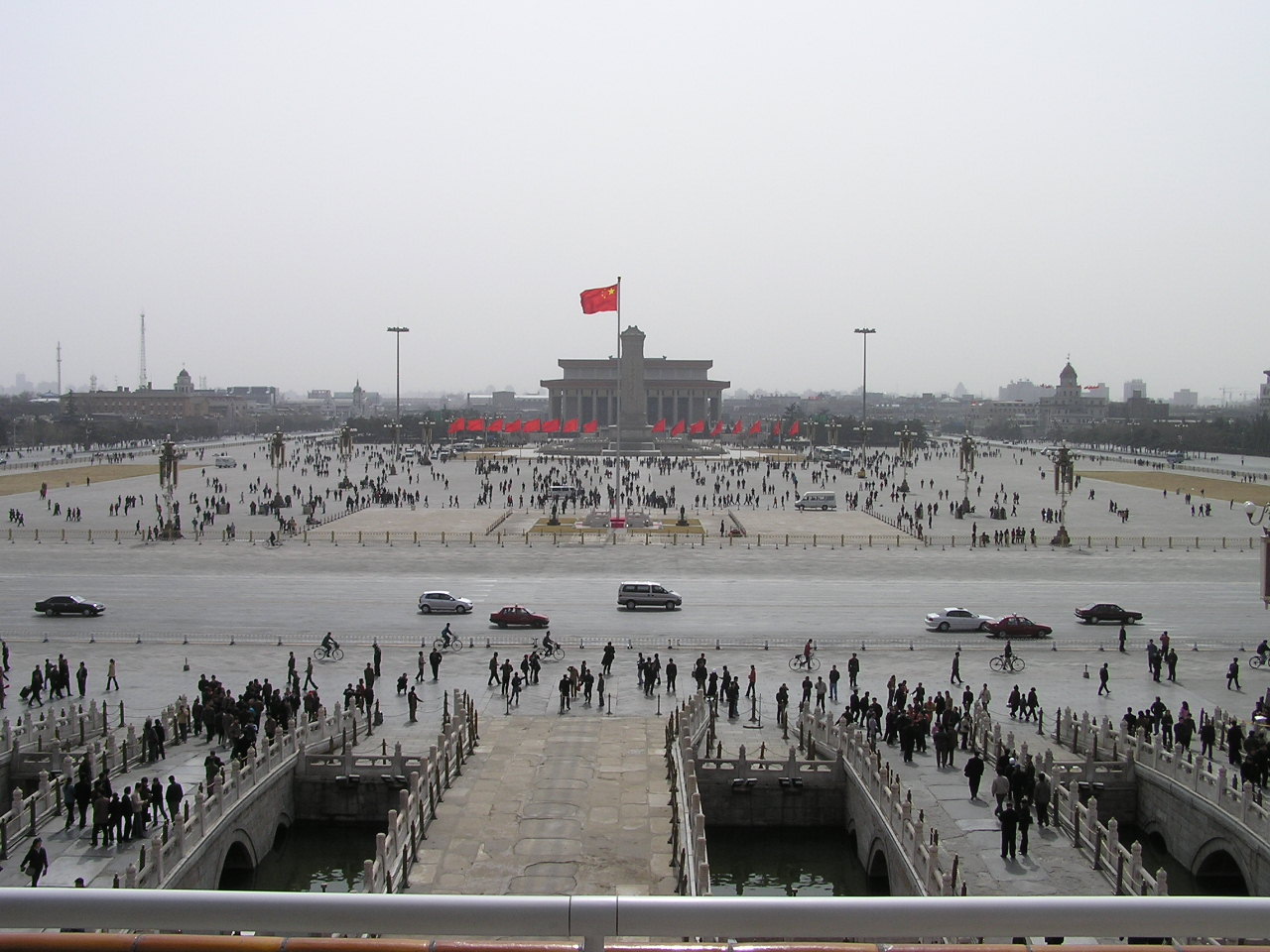
La place Tian'anmen en 2004.

L'ancien secrétaire général du Parti communiste chinois, Hu Yaobang, limogé en 1987, meurt le 15 avril 1989, des suites d'une crise cardiaque. Il est admiré pour le courage dont il a fait preuve à la fin de la révolution culturelle et le rôle qu'il a joué dans les réformes. Des manifestations spontanées ont lieu dans tout le pays et le gouvernement organise en son honneur des funérailles nationales le 22 avril.
Les 16 et 17 avril, d'autres rassemblements spontanés se font jour place Tian'anmen, demandant la réhabilitation politique de Hu Yaobang,. Le 18, quelques milliers d'étudiants et de civils se rendent sur la place, où ils organisent un sit-in devant le Grand Palais du Peuple (l'assemblée nationale). C'est la première grande manifestation. Un seul journal national, le Quotidien des Sciences et Technologies (科技日报) en rend compte le lendemain. Le 18 avril dans la soirée, quelques milliers d'étudiants tentent de pénétrer au Zhongnanhai, lieu de résidence du gouvernement. Ils sont repoussés par la police. Les campus se couvrent d’affiches réclamant la poursuite des réformes et critiquant Deng Xiaoping.
Dans la nuit du 21 au 22 avril, veille des funérailles officielles de Hu Yaobang, quelque 100 000 étudiants se dirigent vers la place Tian'anmen, où ils s'installent, avant qu'elle ne soit bouclée par la police. L'important rassemblement, interdit par les autorités, a lieu devant le monument aux héros du peuple. Une délégation demande à assister aux obsèques. À Pékin, ces rassemblements sont pacifiques, mais apparaissent des slogans réclamant une réforme politique, reprenant en cela ceux des manifestations de 1986-1987, qui avaient provoqué la chute de Hu Yaobang. Le 22 avril, les étudiants demandent à voir Li Peng, considéré comme le rival de Hu Yaobang. Le même jour, des manifestations dégénèrent en province à Xi'an et Changsha.
À Shanghai, le 19 avril, le World Economic Herald (世界经济导报), magazine proche des réformistes, prépare pour son numéro à paraître le 24 avril un dossier consacré à Hu Yaobang, dans lequel un article de Yan Jiaqi doit rendre compte de la manifestation du 18 avril à Pékin, et demander une réévaluation du limogeage de Hu.
Le 21 avril, un responsable du parti communiste de Shanghai demande à son rédacteur en chef, Qin Benli, de modifier ou supprimer cet article. Comme celui-ci refuse, il se tourne vers le secrétaire du Parti, Jiang Zemin, qui intervient alors pour le faire interdire. Entretemps, quelques exemplaires sont diffusés, les autres paraissant avec une page blanche. En représailles, l'éditeur en chef est limogé, et le magazine est mis sous tutelle du parti communiste de Shanghai.

### Cortèges de protestation et grève de la faim

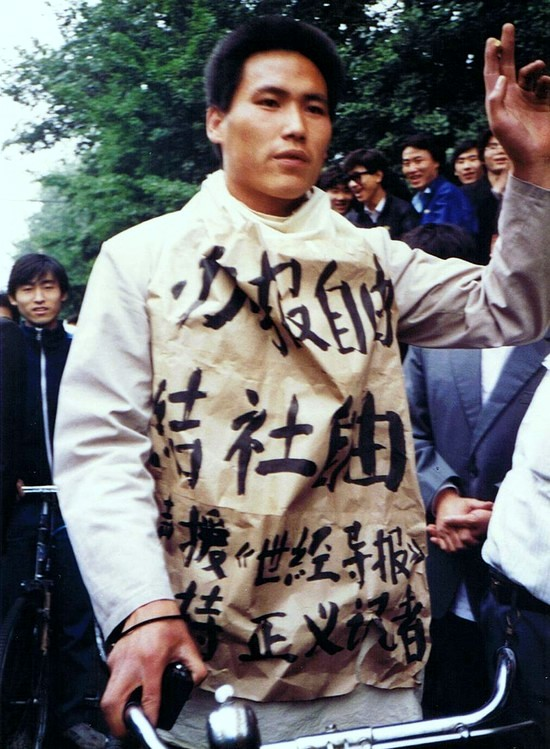
Une photo prise le 10 mai 1989 de Pu Zhiqiang, alors étudiant, manifestant à Tiananmen.

Le 26 avril, un éditorial du Quotidien du Peuple qualifie les manifestations étudiantes de « troubles à l'ordre public », fait d'un « très petit nombre ». Toute nouvelle manifestation est interdite. Dès le soir du 26, l'agitation est forte dans les universités de la capitale, notamment à l'université de Pékin et à l'université Renmin de Chine. Les étudiants refusent la tutelle des associations universitaires, qui sont entre les mains du Parti communiste chinois, fondent leur propre association autonome et se choisissent des représentants.
Les jours suivants, de grandes manifestations ont lieu à Pékin. Le 27 avril, elles rassemblent quelque 50 000 personnes. Le mouvement dénonce pêle-mêle la corruption, les inégalités sociales et l'absence de libertés. Il s'étend également en province, et se développe lorsque les ouvriers le rejoignent, afin de remettre en cause la corruption du régime et de protester contre l’inflation, le chômage et le luxe, dans lequel vivent les cadres du PCC.
Le 4 mai, la manifestation commémorative du Mouvement du 4 Mai se mêle à celle des étudiants et se déroule dans le calme et la bonne humeur. D’autres grandes manifestations s'organisent dans les grandes villes du pays comme Ürümqi, Shanghai et Chongqing.
Plus tard, le mouvement touche Hong Kong, Taïwan et les communautés de la diaspora chinoise en Amérique du Nord et en Europe. Peu après, le dirigeant soviétique Mikhaïl Gorbatchev doit effectuer à Pékin sa première visite en tant que chef d'État, ce déplacement entraîne la présence de nombreux journalistes étrangers, venus couvrir le moment historique. La visite tourne court. Pire, Gorbatchev doit être escorté par des chemins détournés pour éviter qu'il ne voie les manifestations.
Le 12 mai, les étudiants entament une grève de la faim illimitée sur la place Tian'anmen, grève qui finira par concerner plus de 1 000 personnes.
Les manifestations et les grèves s'étendent à certains lycées d'autres villes et de nombreux étudiants font le voyage jusqu'à Pékin. Dans l'ensemble, la manifestation de la place Tian'anmen est bien organisée, avec, chaque jour, des marches d'élèves, venus des différents lycées de Pékin, qui témoignent de leur solidarité par le boycott des cours. En chemin et une fois arrivés, ces élèves chantent L'Internationale, l'hymne socialiste mondial. Les étudiants font même parfois preuve de surprenants gestes de respect envers le gouvernement, par exemple en aidant la police à arrêter trois hommes originaires de la province du Hunan, Yu Zhijian (en), Yu Dongyue et Lu Decheng (en), qui ont jeté de la peinture sur le portrait de Mao Zedong trônant au Nord de la place,. Ces trois jeunes gens seront ensuite condamnés à des peines de prison, respectivement la perpétuité, 20 et 16 ans de réclusion. Deux d'entre eux, Yu Zhijian et Lu Decheng, seront libérés au bout de dix ans, et Yu Dongyue le sera après une détention de dix-sept ans.

#### Grèves de la faim

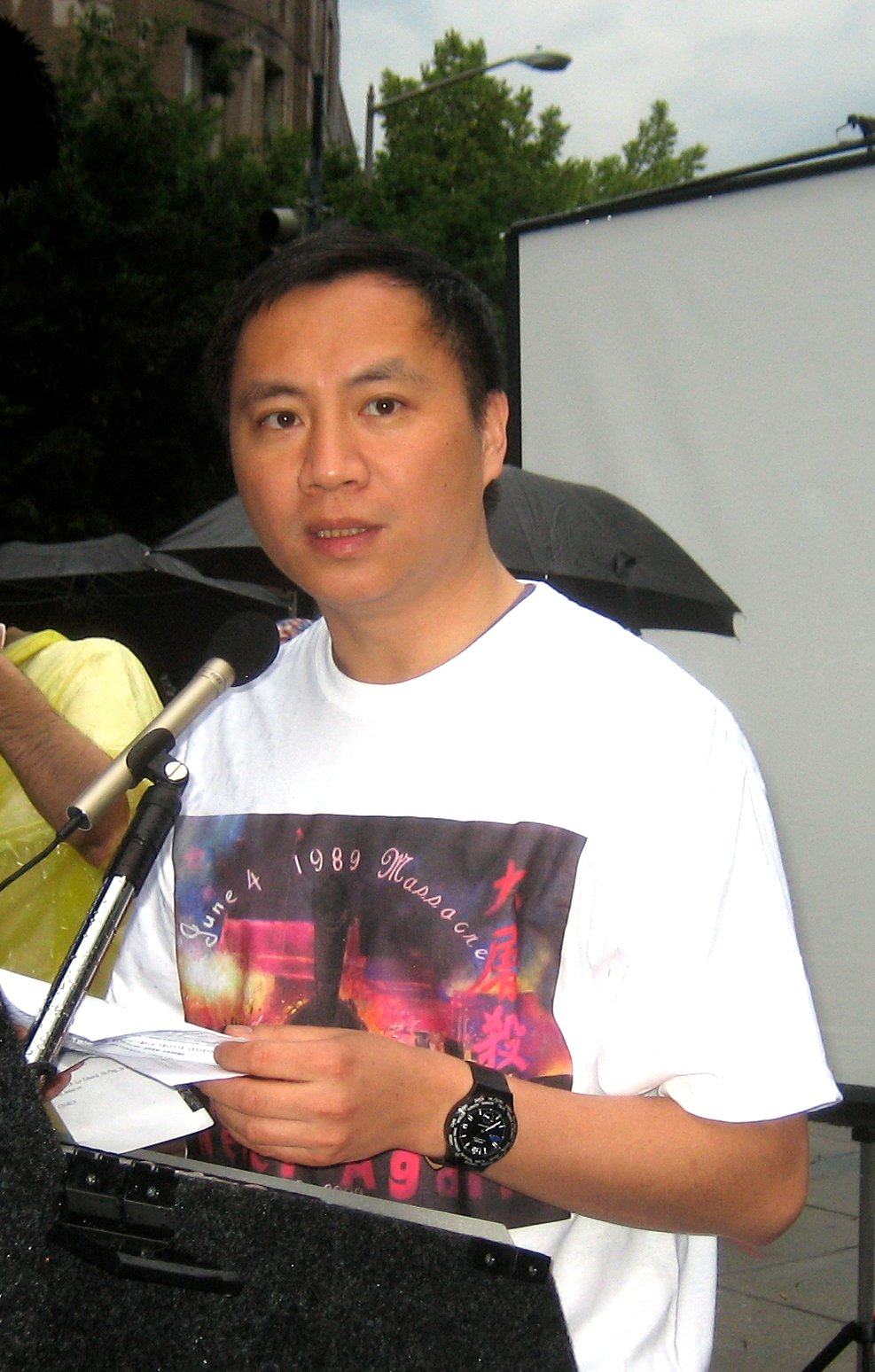
Wang Dan, un des anciens représentants du mouvement étudiant, en 2009.

Les étudiants décident d'entamer une grève de la faim. Cette décision marque un tournant décisif dans l'histoire des manifestations de 1989. La grève commence le 13 mai et comptera plus de mille participants,. Cette grève assure au mouvement l'appui d'une large partie de la population.
À Pékin, des manifestations de soutien, regroupant des étudiants, des ouvriers, des cadres et même parfois des policiers, ont lieu presque tous les jours, réunissant, à partir du 15 mai, plusieurs centaines de milliers de personnes. La presse nationale, encore relativement libre de couvrir les événements, sans devoir propager la ligne du parti, rend compte des pourparlers, qui sont tenus dans la soirée du 18 mai entre le Premier ministre Li Peng et les chefs de file étudiants.
Au cours de ces entretiens, Wuer Kaixi, Wang Dan et autres accusent ouvertement le gouvernement d'être trop lent à réagir, et Li Peng est personnellement pris à partie pour son manque de sincérité dans la conduite de véritables discussions. Les pourparlers ne donnent que bien peu de résultats, mais permettent aux représentants étudiants d'apparaître à la télévision nationale chinoise.
Devant l'ampleur du mouvement, le parti communiste cherche quelle réponse lui apporter. La ligne officielle est que « l'agitation » est le fait d'une minorité, qu'il convient d'isoler du reste des étudiants. Deng, inquiet, déclare « nous devons être fermes. J'ai dit de nombreuses fois que nous avons besoin de stabilité si nous voulons nous développer. Comment pouvons-nous progresser lorsque les choses sont dans un tel désordre ? ».
Alors que les grèves de la faim se poursuivent, de nombreuses organisations politiques et civiles expriment leur préoccupation envers les étudiants et la sympathie que beaucoup éprouvent pour leurs prises de position. La Croix-Rouge chinoise mobilise un important personnel pour apporter une assistance médicale aux grévistes de la faim. Quelques tentatives de négociation avec le gouvernement et la direction du parti n'apportent que peu de résultats.
En raison de la visite de Mikhaïl Gorbatchev, les médias étrangers sont présents en grand nombre, leur couverture des manifestations est exhaustive et, de façon générale, favorable aux manifestants. Le Comité permanent du bureau politique du parti communiste de Chine, avec les anciens du parti (des anciens fonctionnaires du gouvernement et du parti à la retraite, mais encore influents), entretiennent d'abord l'espoir que les manifestations seront de courte durée, ou alors que des réformes cosmétiques et quelques enquêtes devraient satisfaire les protestataires. Ils veulent, si possible, éviter la violence et s'appuient dans un premier temps sur l'appareil du parti pour essayer de persuader les étudiants de retourner à leurs études.
Obstacle de taille à cette action, la direction elle-même soutient bon nombre des revendications étudiantes, en particulier le souci de la corruption. Cependant, le fait qu'il existe autant de programmes que de manifestants ne permet au gouvernement ni de savoir avec qui négocier, ni sur quelles revendications discuter. La confusion et l'indécision des manifestants trouvent leur corollaire dans celles du gouvernement, ce que relaient les médias officiels.
Parmi les plus hauts dirigeants, le secrétaire général Zhao Ziyang penche fortement pour une approche en douceur, tandis que Li Peng plaide plutôt en faveur de la répression.
En définitive, la décision d'intervenir par la force est prise par un groupe d'anciens du Parti, qui voient dans l'abandon du régime du parti unique un retour du chaos de la révolution culturelle. Bien que la plupart de ces personnalités n'aient pas de postes officiels, elles sont à même de contrôler l'armée. Deng Xiaoping est président de la Commission militaire centrale et, à ce titre, peut déclarer la loi martiale. Yang Shangkun le président de la république populaire de Chine, malgré le rôle symbolique de son titre depuis la constitution de 1982, est juridiquement le commandant en chef des forces armées. Les sages du parti estiment que de longues manifestations représentent une menace pour la stabilité du pays. Les manifestants sont perçus comme des partisans du « libéralisme bourgeois », qui tire les ficelles en coulisses, et certains éléments au sein du parti se voient, eux, accusés de poursuivre des ambitions personnelles.

#### Dans et hors des frontières

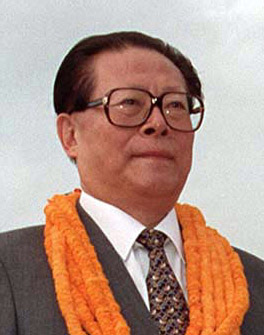
Jiang Zemin.

Au début du mouvement, les médias chinois ont une occasion rare de diffuser des actualités sans censure. La plupart des médias d'actualité sont libres d'écrire et de rendre compte de ce qui se passe à leur guise, en raison de l'absence de contrôle des gouvernements centraux et locaux. Les nouvelles se propagent rapidement à travers le pays.
D'après les médias chinois, les étudiants et les travailleurs de plus de 400 villes, y compris en Mongolie-Intérieure s'organisent à leur tour et commencent à protester. La population se rend également dans la capitale, pour rejoindre la manifestation sur la place Tian'anmen. Les étudiants de l'université de Shanghai descendent également dans la rue pour commémorer la mort de Hu Yaobang et pour protester contre certaines des politiques prônées par les dirigeants du pays. Dans de nombreux cas, ces comités sont soutenus par le parti des universités. Jiang Zemin, alors secrétaire municipal du parti communiste, s'adresse aux manifestants et exprime sa compréhension en tant qu'ancien étudiant, lui-même agitateur avant 1949. Mais en même temps, il ne tarde pas à purger les dirigeants du parti communiste qui soutiennent les étudiants et à envoyer des forces de police pour contrôler la rue[réf. nécessaire].
À Hong Kong, le 27 mai 1989, plus de 300 000 personnes se rendent à l'hippodrome de Happy Valley pour un rassemblement appelé « chansons démocratiques consacrées à la Chine ». De nombreuses célébrités de Hong Kong y chantent et expriment leur soutien aux étudiants de Pékin.
Le lendemain, 1,5 million de personnes, soit le quart de la population de Hong Kong, avec, à leur tête, Martin Lee, Szeto Wah et d'autres représentants, défilent à travers la ville. Partout dans le monde, notamment lorsque s'y trouve une communauté chinoise, rassemblements et protestations sont organisés. De nombreux gouvernements, comme ceux des États-Unis et du Japon, émettent des avertissements, recommandant à leurs ressortissants de ne pas se rendre en république populaire de Chine.

### Dernières négociations

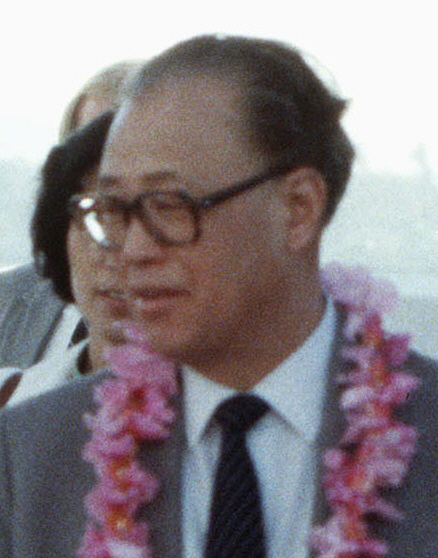
Zhao Ziyang (Image d'archive, 1984).

Les dirigeants chinois sont partagés. La faction conservatrice, menée par Li Peng, mais regroupant des responsables militaires tels que Yang Shangkun, désire une mise au pas autoritaire des contestataires.
Deng Xiaoping, bien qu'étant l'initiateur des réformes politiques et économiques, se range du côté des conservateurs, car il craint que les contestations ne mettent un frein aux réformes. Les réformistes, autour de Zhao Ziyang, souhaitent une solution négociée et pacifique. Tout au long du mois de mai, les contacts se succèdent et l'opinion générale dans les milieux estudiantins est qu'une solution sera trouvée[réf. nécessaire]. Cela semble confirmé lorsque Zhao Ziyang, accompagné de Li Peng, prononce le discours suivant :

« Étudiants, nous arrivons trop tard. Nous en sommes désolés. Vous parlez de nous, vous nous critiquez, c'est légitime. Je ne viens pas ici pour vous demander de nous pardonner. Ce que je veux vous dire, c'est que certains de vos camarades sont déjà très faibles, après sept jours de grève de la faim, et qu'ils ne peuvent continuer ainsi. Plus la grève de la faim dure, plus elle risque de provoquer des dégâts permanents à leur santé. Ils sont en danger, et le plus important, aujourd'hui, c'est que vous consentiez à mettre fin rapidement à la grève de la faim. Je sais que vous observez cette grève pour que le parti et le gouvernement donnent une réponse satisfaisante aux questions que vous leur avez adressées, mais il me semble que le dialogue entre nous est déjà amorcé, et que certaines de vos questions ne pourront être résolues que par un long processus. Par exemple, vos questions sur la nature de ce mouvement et sur les responsabilités sont, à mon avis, des points que nous pourrons finalement résoudre, et sur lesquelles nous parviendrons finalement à une vision commune. Cependant, vous devez comprendre que la situation est complexe et qu'il nous faudra du temps. Vous ne pouvez, alors que la grève de la faim entre déjà dans son septième jour, vous obstiner à demander des réponses satisfaisantes à vos questions pour y mettre fin.
Vous êtes encore jeunes, avez de nombreux jours devant vous, vous devez vivre en bonne santé, pour pouvoir voir le jour où la Chine aura réalisé ses quatre modernisations. Vous n'êtes pas comme nous, qui sommes déjà vieux, et pour qui cela n'a plus d'importance. Votre pays, vos parents, se sont donné du mal pour vous envoyer à l'Université ! Vous avez dix-neuf, vingt ans, et vous voulez, comme ça, sacrifier vos vies ? Étudiants, soyez un peu raisonnables. La situation actuelle est déjà très grave, vous le savez, le parti et l'État sont très inquiets, toute la société est en désarroi. D'autre part, Pékin est la capitale, mais partout, la situation s'aggrave jour après jour. Cette situation ne peut durer. Étudiants, vous êtes plein de bonnes intentions, vous voulez le bien de votre pays, mais si cette situation s'étend, si on en perd le contrôle, cela aura toutes sortes de conséquences néfastes.
Enfin, je vous dirai cette seule chose. Si vous cessez la grève de la faim, le gouvernement n'en profitera pas pour mettre fin au dialogue, certainement pas ! Les questions que vous avez posées, nous continuerons à les discuter. Les choses avancent lentement, mais reconnaissez que nous sommes en train de progresser sur certaines questions. Mais aujourd'hui, je voulais seulement vous voir et vous dire ma pensée. J'espère que vous pourrez réfléchir calmement à ces questions. Dans des situations confuses, on ne peut réfléchir calmement à ces choses. Vous êtes pleins d'énergie, car vous êtes jeunes. Mais nous aussi avons été jeunes, nous avons manifesté, nous nous sommes couchés au travers des routes, sans réfléchir du tout aux conséquences. Finalement, je vous supplie sincèrement, étudiants, de réfléchir calmement à la suite. Beaucoup de choses peuvent être résolues. Et j'espère que vous mettrez rapidement un terme à la grève de la faim. »

— Zhao Ziyang, le 19 mai 1989
Après ce discours, chacun est persuadé de l'imminence d'une solution négociée. Les appels à l'arrêt de la grève de la faim, voire à l'évacuation de la place Tian'anmen, se multiplient chez les étudiants[réf. nécessaire]. Un communiqué émanant du gouvernement est prévu pour le soir, ce qui, pense-t-on, doit mettre un terme pacifique au mouvement.

### Loi martiale

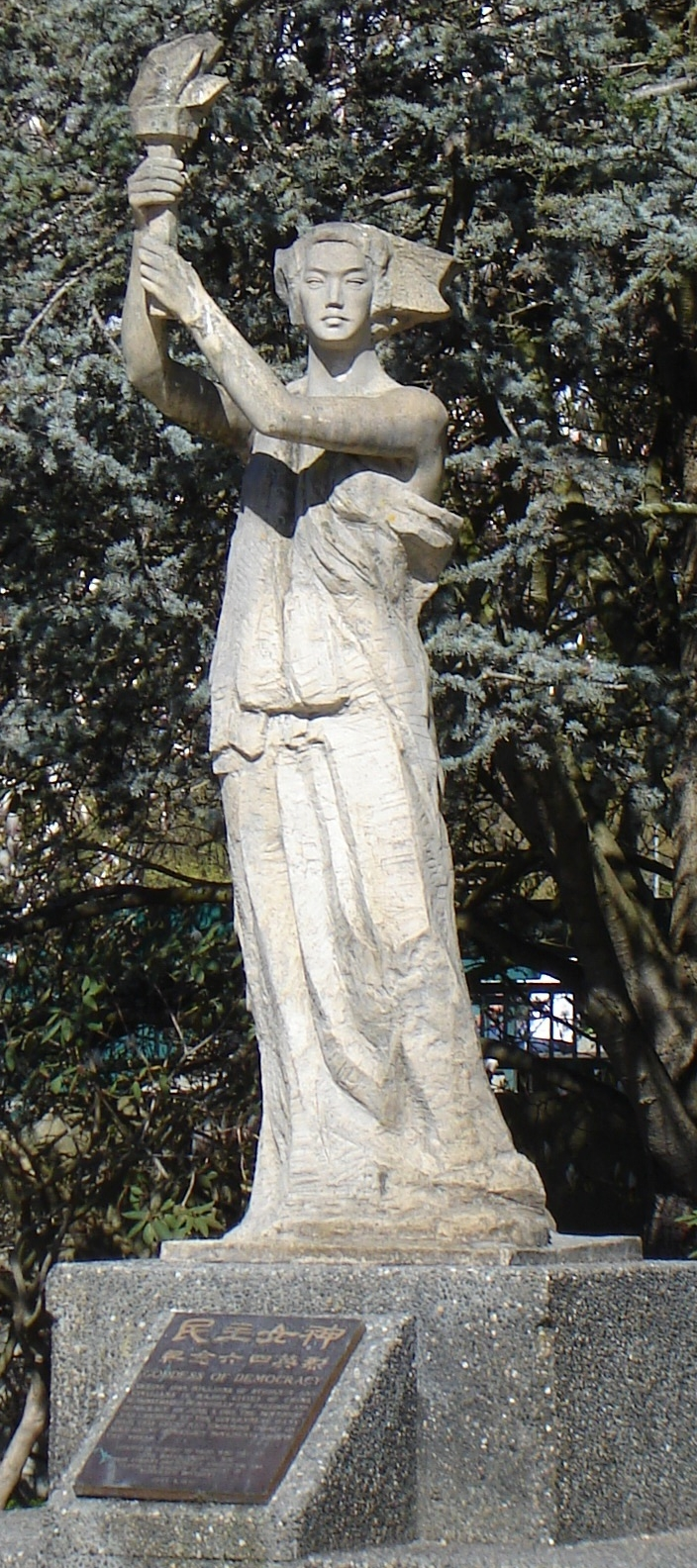
Reproduction de la Déesse de la Démocratie à l'université de Colombie-Britannique.

Au cours de la journée du 19 mai, Zhao Ziyang, favorable à un règlement négocié du conflit, est mis en minorité par les partisans d'une ligne dure, menés par Li Peng, avec le soutien de Deng Xiaoping. Ce dernier reproche à Zhao son manque de discipline, à la suite du discours qu'il a fait aux étudiants. Ce même soir, Deng signe l'ordre de loi martiale.
Un haut gradé de l'armée, refusant de suivre cet ordre, est défait de son rang et envoyé à l'hôpital pour « retrouver sa santé ». Huit autres généraux affirment leur opposition à la loi martiale mais ils ne parviennent pas à l'empêcher. Finalement, à travers les haut-parleurs de la place Tian'anmen, Yuan Mu, porte-parole du gouvernement, annonce aux étudiants la proclamation de la loi martiale.
Zhao Ziyang est immédiatement limogé et placé en résidence surveillée où il restera jusqu'à sa mort. Ses proches collaborateurs tombent en disgrâce.
Autour de Li Peng se retrouvent le président de la République, Yang Shangkun, et son frère Yang Baibing, très proches de l'Armée populaire de libération. Sitôt après l'annonce, des soldats de la 38e armée, chargée de la défense de Pékin, prennent position autour de la capitale. À Pékin, les étudiants demeurent sur la place et dressent des barrages aux portes de la ville. Le 20 mai, l’armée recule devant les manifestants pacifistes. Chai Ling prend la direction de la coordination étudiante autonome.
Le 30 mai, une statue de la Déesse de la Démocratie, rappelant la statue de la Liberté de New York, est érigée sur la place par les étudiants de l'Académie des Beaux-Arts.

## Répression et bilan des morts

### Répression

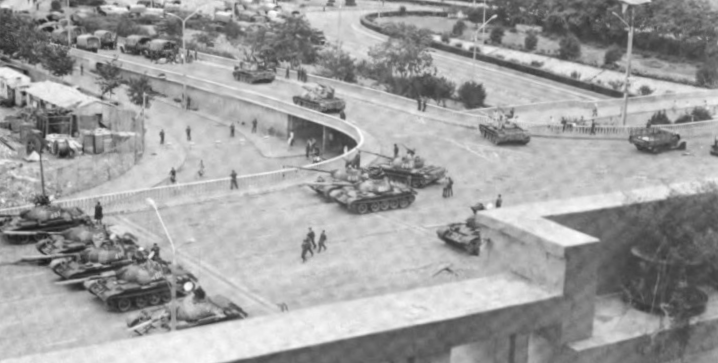
Chars à Pékin en juillet 1989.

Environ 200 000 militaires de vingt-deux divisions provenant de treize corps d'armée ont été transférés, depuis l'état de siège, dans la région de Pékin, devant l'impuissance de la police armée du peuple à juguler les manifestations.
Les soldats et les chars des 27e et 28e armées de l'Armée populaire de libération sont envoyés pour prendre le contrôle de la ville de Pékin. La 27e armée est dirigée par le fils de Yang Shangkun. Lors d'une conférence de presse, le président américain George H. W. Bush annonce des sanctions contre la république populaire de Chine, à la suite des appels à l'action des membres du Congrès, tels que le sénateur américain Jesse Helms. Le président se réfère à des renseignements qu'il a reçus, selon lesquels existent une certaine désunion dans les rangs militaires chinois et même la possibilité d'affrontements au sein de l'armée.
Les rapports indiquent également que les unités 27 et 28 viennent de l'extérieur, car l'Armée populaire de libération des provinces locales est considérée comme sympathisante de la protestation et de la population de la ville. Les auteurs de ces rapports apportent des éléments corroborant la thèse que la 27e armée est la principale responsable des décès de civils. Après son attaque sur la place, la 27e aurait établi des positions défensives à Pékin — non pas destinées à contrer un soulèvement civil, mais comme pour se défendre contre de possibles attaques émanant d'autres unités militaires.
Le chef de station du KGB à Pékin envoie le 4 juin au matin le rapport suivant au directeur du KGB :
Sont engagées : au début, des troupes de cinq corps d'armée qui forment la région militaire de Pékin :
- le 24e corps d'armée (basé à Chengde, au nord de Pékin, province du Hebei, qui encercle la région de Pékin) et leur 1re division blindée (Tianjin),
- le 38e régiment, état-major à Shijiazhuang (Hebei), dont la 13e brigade de cavalerie (chars),
- le 63e corps d'armée (état-major de Taiyuan dans la province de Shanxi),
- le 65e corps d'armée (état-major de Zhangjiakou, dans le Hebei),
- les forces spéciales de protection du gouvernement et des dirigeants : l'unité centrale des gardes (57003) dépendant de la région militaire, sous commandement de la Commission centrale militaire.

Comme la situation s'est aggravée ces derniers jours, les soldats de Pékin ont reçu des renforts de régiments de la région militaire de Lanzhou (contrôlant les districts militaires du Shaanxi, Gansu, Qinghai, Níngxià et du Xinjiang) :
- le 21e corps d'armée, régiment de la région militaire de Lanzhou, basé à Baoji (Shaanxi),
- les unités spéciales 84835 (Qingtongxia, région autonome du Níngxià),
- des unités arrivant de Hohhot (Mongolie-Intérieure),
- des régiments de défense des gardes-frontières qui dépendent du Gonganbu,
- la brigade no 205 avec des Ouïgours et des Mongols,
- des unités de la police armée populaire.

À noter que les chars qui tiraient sur les soldats de la région militaire de Pékin appartenaient au 21e corps d'armée. Ils ont affronté notamment des blindés de la 6e division appartenant au 38e corps d'armée.
Alors que la rumeur se répand selon laquelle des centaines de milliers de soldats se rapprochent des quatre coins de la ville, les Pékinois envahissent les rues pour leur barrer la route, comme ils l'avaient fait deux semaines auparavant. Le peuple de Pékin érige des barricades à chaque grand carrefour. Les manifestants brûlent des bus publics et les utilisent comme barrages routiers. Vers 10 h 30, près des immeubles de Muxidi (qui abritent les hauts fonctionnaires du parti et leurs familles), les manifestants hurlent contre les soldats et certains leur jettent des pierres.
Une colonne de véhicules est incendiée alors qu'elle tente de briser les barricades. Puis les soldats commencent à tirer à balles réelles sur les manifestants. Certaines personnes sont touchées dans leurs appartements,. Les combats se poursuivent dans les rues qui entourent la place, les manifestants avançant à plusieurs reprises vers l’Armée populaire de libération (APL) et construisant des barricades avec des véhicules, tandis que les chars de l'APL forcent le passage, tirant à l'aveugle.
Beaucoup de blessés sont sauvés par des conducteurs de rickshaw qui se sont aventurés dans le no man's land séparant les soldats et la foule, et conduisent les blessés dans des hôpitaux. Après l'attaque, la couverture télévisée montre en direct de nombreuses personnes portant un brassard noir en signe de protestation, la foule occupant les boulevards, ou encore s'attarde sur des véhicules ou des barricades encore fumantes. En quelques occasions, des officiers sont extraits des chars, puis battus, voire tués par les manifestants. Les universitaires Alain Roux et XiaoHong Xiao-Planes évoquent un bilan d'« une trentaine de soldats […] lynchés ou brûlés vifs ».
Pendant ce temps, l'APL établit systématiquement des postes de contrôle tout autour de la ville, poursuivant les manifestants et fermant l'accès du quartier universitaire. Sur la place elle-même, un débat s'instaure entre ceux, y compris Han Dongfang, qui veulent se retirer pacifiquement, et ceux qui, comme Chai Ling, souhaitent rester sur la place. Vers 1 h 00, l'armée atteint la place Tian'anmen et attend les ordres du gouvernement. Les soldats ont pour consigne de ne pas ouvrir le feu, mais aussi d'évacuer la place avant 6 h 00 — sans exception ou retard. Ils font une dernière offre d'amnistie, valable si les quelques milliers d'étudiants restants se retirent.
Vers 4 h 00 du matin, les chefs de file étudiants soumettent la question à un vote : quitter la place, ou rester et en subir les conséquences. Les transports de troupes blindés sillonnent les routes, tirant vers l'avant et sur les côtés. Des affrontements (tirs d'artillerie notamment) opposent aussi, selon le général Eyraud, ancien attaché militaire en Chine, la 27e et la 38e armées. Cela conforte l'idée que les divisions de la société chinoise n'épargnent pas l'armée.
La reporter de la BBC Kate Adie parle de « tirs à l'aveugle » sur la place. Le journaliste Charlie Cole, témoin oculaire des événements, voit lui aussi des soldats chinois tirer dans la foule avec des fusils d'assaut de type 56, près d'un blindé venant d'être incendié, son équipage tué, de nombreux civils sont atteints. Les étudiants cherchant refuge dans des autobus en sont extraits par des groupes de soldats et battus à coups de matraque.
Même ceux qui tentent de quitter la place Tian an Men sont assiégés et battus. Les meneurs, dont certains ont tenté d'ériger des barricades de fortune devant les blindés, déclarent avoir « supplié » les étudiants de ne pas utiliser d'armes (comme des cocktails Molotov) contre les soldats. Entre-temps, de nombreux étudiants, semble-t-il, hurlent : « Pourquoi nous tuez-vous ? ».
Vers quatre ou cinq heures le matin du 4 juin, Charlie Cole déclare avoir vu des chars investir la place, broyant indifféremment véhicules et personnes,. À 5 h 40 le 4 juin, la place est vidée. Le matin du 5 juin, des manifestants tentent de pénétrer sur la place qui reste interdite et sont abattus par les soldats, qui leur tirent dans le dos, lorsqu'ils prennent la fuite. Ces faits se répètent à plusieurs reprises. Selon Alan Donald, ambassadeur du Royaume-Uni à Pékin, les blindés ont « roulé sur les corps à de nombreuses reprises, faisant comme une « pâte » avant que les restes soient ramassés au bulldozer. Restes incinérés et évacués au jet d’eau dans les égouts ».
Dans les jours qui suivent, l'armée occupe Pékin, des affrontements sporadiques ont encore lieu la nuit. Le mouvement étudiant est également réprimé en province et une purge sévère a lieu dans tout le pays.
La répression est immortalisée dans les médias occidentaux par des séquences vidéo et des photographies devenues célèbres, telle celle de « l'homme de Tian'anmen » ou « Tank Man ». C'est un homme seul, vêtu d'une chemise blanche, debout devant une colonne de chars qui tente de quitter la place. Prise le 5 juin, alors que la colonne approche d'une intersection sur l'avenue Chang'an (avenue de la Paix éternelle), la séquence montre l'homme sans arme au beau milieu de la rue, arrêtant la progression des blindés. Comme le conducteur de char tente de le contourner, « Tank Man » se déplace selon sa trajectoire, continue de défier la colonne pendant quelques instants, puis grimpe sur la tourelle du char de tête afin de parler aux soldats. Après son retour à sa position initiale, l'homme est tiré sur le côté par un groupe de personnes, dont l'identité divise les témoins oculaires. Témoin de ce face-à-face, Jan Wong est convaincue que ce groupe est constitué de citoyens, voulant l'aider à fuir, tandis que le journaliste Charlie Cole estime que « Tank Man » a probablement été exécuté après avoir été enlevé par la police secrète, hypothèse s'appuyant sur le fait que jamais le gouvernement chinois ne pourra le présenter pour faire taire les protestations. Le magazine Time l'appelle le « rebelle inconnu » ; l'homme est plus tard cité parmi les 100 personnes les plus influentes du XXe siècle. Le tabloïd britannique Sunday Express rapporte qu'il s'agirait d'un étudiant de 19 ans du nom de Wang Weilin, mais la véracité de cette affirmation est discutable. Dans un discours prononcé devant le Club du Président en 1999, Bruce Herschensohn — ancien assistant spécial du président Richard Nixon — a indiqué qu'il aurait été exécuté 14 jours plus tard. Dans Le Blues de la Chine rouge : ma Longue Marche de Mao à maintenant, Jan Wong écrit que l'homme est toujours vivant et se cache en Chine continentale. La dernière déclaration officielle du gouvernement de la RPC sur « Tank Man » vient de Jiang Zemin lors d'un entretien de 1990 avec Barbara Walters. Interrogé sur son sort, Jiang a répondu que, selon lui, le jeune homme n'a pas été tué.

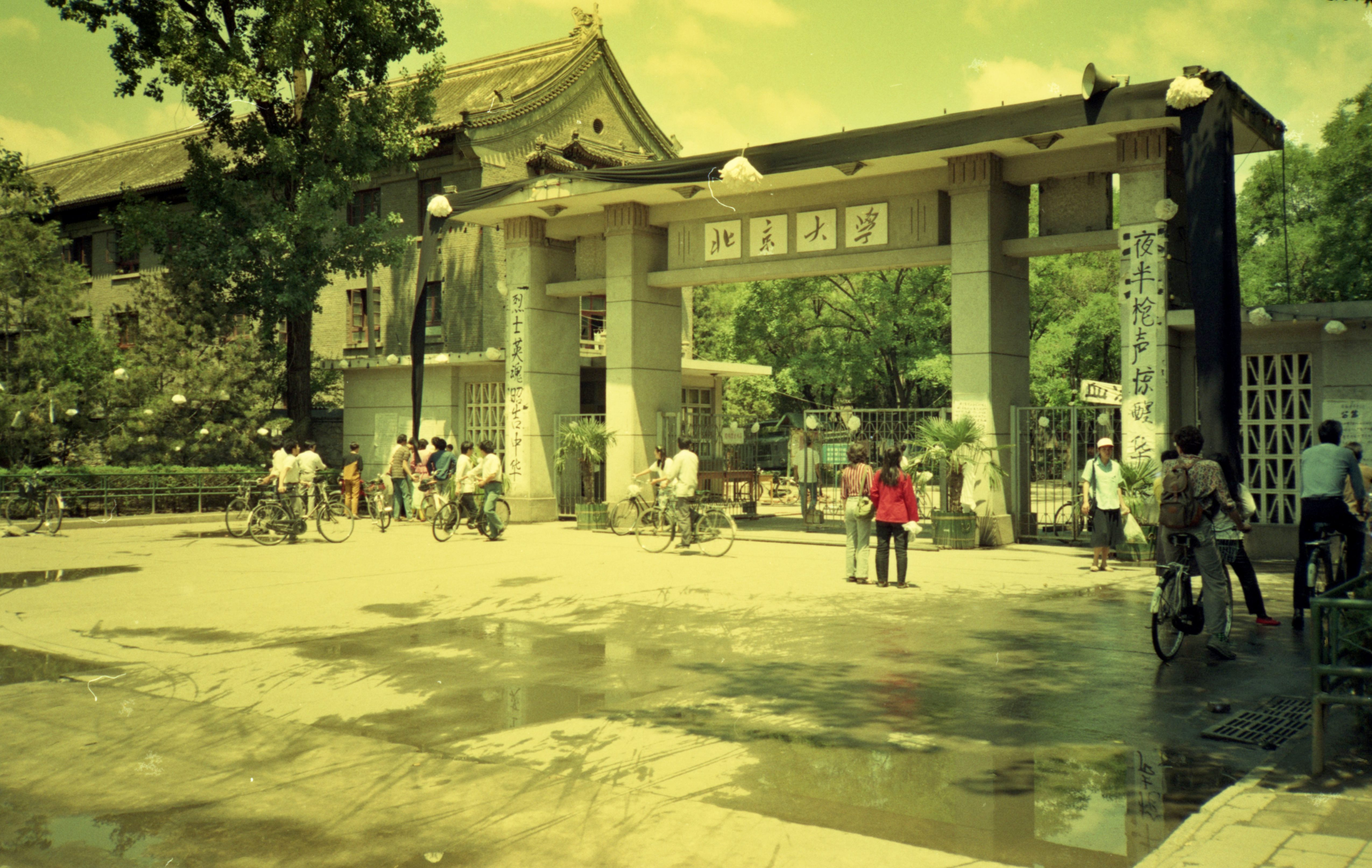
Bannières de deuil à l'entrée sud de l'université de Pékin quelques jours après le 4 juin.

Après la vague de répression à Pékin le 4 juin, les manifestations se poursuivent dans une grande partie du pays pendant plusieurs jours. D'autres manifestations sont signalées à Canton, où, sur une plus grande échelle, à Shanghai, associées à une grève générale. On manifeste également à l'étranger, comme à Hong Kong, alors colonie britannique, où la population arbore à nouveau la couleur noire en signe de protestation. Toutefois, le gouvernement reprend rapidement le contrôle.
S'ensuit une purge politique au cours de laquelle des fonctionnaires ayant organisé ou toléré les manifestations sont démis de leurs fonctions, et les dirigeants étudiants emprisonnés.
Selon Amnesty International, au moins 300 personnes ont été tuées le 5 juin dans la ville de Chengdu, où les troupes utilisent contre les civils des grenades assourdissantes, des matraques, des couteaux et des aiguillons électriques destinés au bétail. Les hôpitaux ont ordre de ne pas accepter les étudiants et, la seconde nuit, le service ambulancier est arrêté par la police.
L'explication officielle donnée par le gouvernement est que la majorité des manifestants étaient des criminels et des voyous, sans lien avec les étudiants, et que l’armée est intervenue pour sauver le socialisme en Chine. Selon d'autres sources, ce sont en majorité de jeunes étudiants qui ont participé au mouvement. Le fait qu'un nombre important d'étudiants aient été arrêtés dans les jours suivant les événements du 4 juin semble corroborer cette thèse. Selon le gouvernement, le seul endroit où les étudiants étaient majoritaires en 1989 était la place Tian'anmen, où étaient braquées toutes les caméras accourues pour filmer l'arrivée de Gorbatchev. Dans toutes les autres villes, Changsha, Xi'an, Taiyuan, Urumqi, etc., ce sont des ouvriers, des chômeurs, des lycéens, des travailleurs migrants, des voleurs, des anonymes qui ont « conduit » le mouvement. Les étudiants de Pékin n'étaient que la minorité que les gouvernants ont tenté de récupérer par la négociation.

### Nombre de morts
Le nombre de morts et de blessés demeure incertain en raison des grandes divergences entre les différentes estimations. Selon Nicholas D. Kristof du New York Times, si des Pékinois soupçonnent les troupes d'avoir brûlé de nombreux corps pour détruire toute preuve des massacres, il n'y a cependant aucun indice permettant de dire que cela s'est produit. Certaines des premières estimations sont fondées sur des rapports de la Croix-Rouge chinoise qui font état d'un chiffre de 2 600. Cependant, cet organisme dément avoir jamais fourni un tel chiffre.
Selon un rapport de Frontline de PBS, ce chiffre a rapidement été écarté, sous la pression du gouvernement, qui, lui, avance les chiffres de 241 morts, dont des soldats, et de 7 000 blessés.
James Miles se demande si les médias ont été exacts. Il écrit sur BBC News : « There was no Tiananmen Square massacre, but there was a Beijing massacre », ce qui se traduit en français par : « Il n'y a pas eu de massacre de la place Tiananmen, mais il y a eu un massacre à Pékin ». Il accrédite l'estimation de Nicolas D. Ktistof ci-dessous.
Selon Nicholas D. Kristof, « le véritable nombre de décès ne sera probablement jamais connu, et il est possible que des milliers de personnes ont été tuées sans laisser de preuves. Mais en se fondant sur les indices qui sont désormais disponibles, il semble plausible que près de cinquante soldats et policiers ont été tués, ainsi que de 400 à 800 civils ». Le gouvernement soutient qu'il n'y a pas eu de victimes sur la place Tian'anmen proprement dite, bien que les vidéos prises à l'époque aient enregistré des coups de feu. Le Comité central du Parti communiste chinois et le Conseil d'État font valoir que les statistiques de base sont les suivantes : « Cinq mille soldats et officiers de l'APL blessés, et plus de deux mille personnes (en regroupant les étudiants, les Pékinois, et les émeutiers) ont également été blessés ». Des commentateurs chinois font remarquer que ce déséquilibre évident dans le nombre de blessés remet en question la compétence militaire de l'APL. Ils précisent également que personne n'est mort sur la place Tian'anmen[citation nécessaire]. Yuan Mu, le porte-parole du Conseil d'État, indique qu'un total de 23 personnes sont mortes, pour la plupart des étudiants, avec un certain nombre d'autres personnes qu'il qualifie de « voyous ». Pour Chen Xitong, maire de Pékin, deux cents civils et plusieurs dizaines de soldats sont morts. D'autres sources font état de 3 000 civils et 6 000 soldats blessés. En mai 2007, le membre de la Conférence consultative politique du peuple chinois en provenance de Hong Kong, Chang Ka-mun, précise qu'entre 300 et 600 personnes ont été tuées sur la place Tian'anmen. Il ajoute qu'« il y avait des voyous armés qui n'étaient pas étudiants ».
Selon Jay Mathews, qui était le premier chef de bureau du Washington Post à Pékin, « quelques personnes ont pu être tuées par des tirs aveugles dans les rues près de la place, mais tous les témoignages avérés considèrent que les étudiants qui restaient sur la place lorsque les troupes sont arrivées étaient autorisés à la quitter paisiblement. Des centaines de personnes, en majorité des travailleurs et des passants, moururent cette nuit-là dans le reste de la ville ».
Le correspondant de CBS News, Richard Roth, qui avait été arrêté sur la place dans la nuit du 3 au 4 juin, rapporte n'avoir vu aucun cadavre, senti aucune odeur de gaz lacrymogène lorsqu'une jeep de l'armée, chargée de lui faire quitter les lieux à l'aube, avait traversé la place, occupée par des milliers de soldats, nombre d'entre eux assis par terre. Dans son journal personnel, il écrit : « But if there was a "massacre" here, in this place, where are the victims? » (« Mais s'il y a eu là, en cet endroit, un massacre, où sont les victimes ? »).
Dans son bilan du massacre, l'ambassadeur américain James Lilley note que les diplomates du département d'État américain ont vu les troupes ouvrir le feu sur des gens désarmés. Ces derniers, se fondant sur les visites effectuées dans les hôpitaux à la périphérie de Pékin, avancent le chiffre de plusieurs centaines de morts.
Se focaliser sur les décès de la place Tian'anmen ne donne pas, en soi, une image exacte du carnage et de leur nombre global, des civils ayant été visés par des tirs dans les rues adjacentes. En outre, selon leur propre témoignage, des étudiants auraient été victimes de tirs, après avoir quitté la place, en particulier dans la zone proche de la salle de concert de Pékin.
Estimations du nombre de décès provenant de différentes sources, par ordre décroissant :
- plus de 10 000 morts (dont des civils et soldats) - Union soviétique[61], Alan Donald (ambassadeur britannique), États-Unis[62] ;
- 7 000 décès - OTAN[61];
- 4 000 à 6 000 civils tués, mais personne ne sait vraiment le chiffre exact - Edward Timperlake[63] ;
- plus de 3 700 tués, à l'exclusion des disparitions ou des décès secrets et ceux privés de soins médicaux - transfuge de l'APL citant un document circulant parmi les officiers[63] ;
- 2 600 décès officiels dans la matinée du 4 juin (chiffre révisé par la suite) - Croix-Rouge chinoise[55],[64]. Un officiel anonyme de la Croix-Rouge chinoise estime, qu'au total, 5 000 personnes ont été tuées et 30 000 blessées[65] ;
- près de 1 000 morts, selon Amnesty International et certains des participants de la protestation, tel que rapporté dans un article du Time[55],[66]. D'autres déclarations d'Amnesty International font mention de plusieurs centaines de morts[67]. Liu Xiaobo, le futur Prix Nobel de la paix, était présent sur place. Il estime aussi à 1 000 le nombre des victimes[68] ;
- 300 à 1 000 selon un diplomate occidental à partir des estimations compilées[50] ;
- 400 à 800 plausibles selon le journaliste du New York Times. Il a développé cette estimation en utilisant l'information du personnel hospitalier et des médecins, et d'un « responsable médical avec des liens dans la plupart des hôpitaux »[50] ;
- 727 dont 14 soldats selon Zhang Wanshu, ancien dirigeant de l'agence Xinhua[69] ;
- entre 180 et 500 blessés, selon un document déclassé de la NSA qui se réfère aux estimations des premières victimes[70] ;
- 241 morts, dont des soldats, et 7 000 blessés, selon le gouvernement chinois[51] ;
- 186 morts formellement identifiés confirmés à la fin de juin 2006 - professeur Ding Zilin des Mères de Tian'anmen[64],[71]. La liste des Mères de Tian'anmen comprend des personnes dont le décès n'est pas directement imputable à l'armée, comme une personne qui s'est suicidée après l'incident du 4 juin[72].

## Réactions internationales

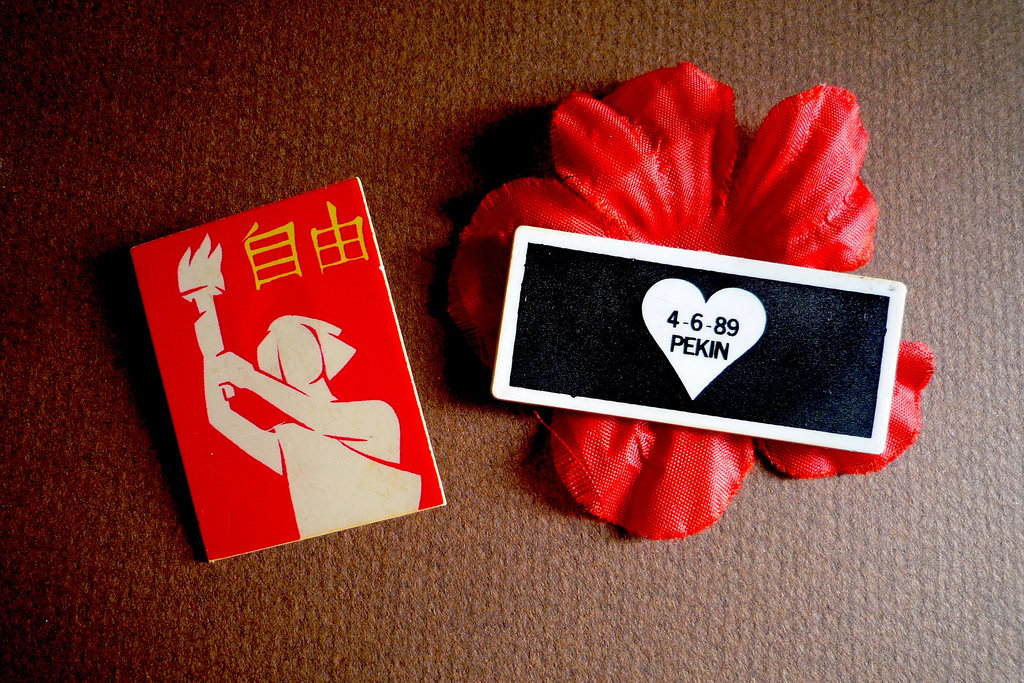
Badges de soutien édités en France en 1989 pendant les événements de Tian’anmen.

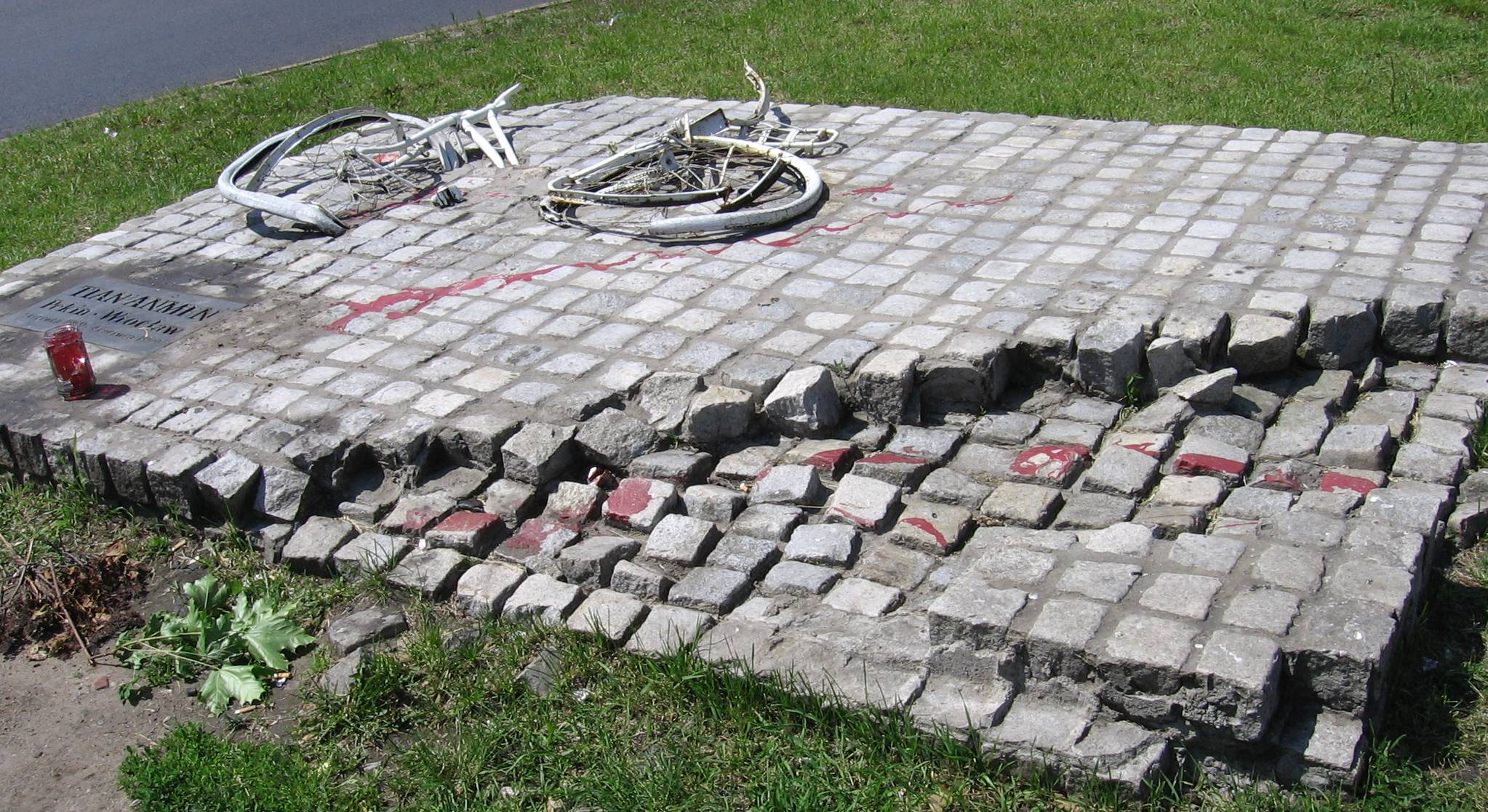
Une bicyclette détruite et les traces de chenille d'un char, monument à la mémoire des victimes de la répression de Tian'anmen, érigé à Wrocław, en Pologne.

À l'étranger, l'intervention militaire est sévèrement critiquée. Des mesures de rétorsion sont prises, la principale étant un embargo sur les ventes d'armes à la Chine des États-Unis et des pays de la CEE (toujours en vigueur). Les États-Unis décident aussi de mettre un terme à la coopération militaire et de renseignement avec Pékin et ferment deux stations d'écoute le long de la frontière russe. Le gouvernement des États-Unis offre de prolonger leur visa aux étudiants chinois résidant aux États-Unis.[réf. nécessaire] La France décide de geler ses relations avec la Chine. Les marchés boursiers en Asie réagissent à la baisse.
À titre officieux, devant la violence de la répression des services de sécurité chinois, la CIA réagit avec l'opération Yellow Bird, sur ordre de George H. W. Bush : en coordination avec la DGSE et le SIS, elle réussit à faire exfiltrer nombre de dissidents politiques chinois. Dans les six mois qui suivent la répression, grâce à des agents postés en Chine, à Hong Kong et à Macao, elle procure des refuges et des moyens d'évasion. Ainsi « disparaissent » les dissidents Li Lu, l'un des principaux organisateurs et représentants du mouvement estudiantin, et Wuer Kaixi, représentant étudiant d'origine ouïghoure, puis Wan Runnan et Yan Jiaqi. Il est estimé que des centaines de dissidents seront ainsi exfiltrés vers Hong Kong, et entre 200 et 250 personnes au total seront sauvées lors de cette opération. Alors que la condamnation est quasi unanime en Occident, certains pays, notamment en Asie, passent quasiment sous silence les événements. Le gouvernement indien ordonne à la télévision de consacrer une couverture minimale des manifestations pour ne pas compromettre ses relations avec la Chine, tout en faisant preuve d'une sorte d'empathie politique envers les événements. La Corée du Nord, Cuba, la Tchécoslovaquie et l'Allemagne de l'Est, entre autres, soutiennent le gouvernement chinois et dénoncent les manifestations.
Les étudiants chinois de la diaspora chinoise manifestent dans plusieurs villes d'Europe, d'Amérique, du Moyen-Orient et d'Asie.
En France, François Mitterrand déclare le 4 juin 1989 « Un régime qui, pour survivre, en est réduit à faire tirer sur la jeunesse [...] n'a pas d'avenir »,. Lors du 14 juillet 1989, à l'occasion du bicentenaire de la Révolution, à l'initiative de Jack Lang organisateur de la manifestation, plusieurs étudiants chinois exfiltrés avec Yellow Bird, assistent au défilé de Jean-Paul Goude. Ainsi, Wuer Kaixi, un des représentants étudiants des manifestations de la place Tian'anmen, explique : « Le jour du défilé, le 14 juillet, j’étais place de la Concorde, dans la loge officielle réservée à la Chine. Le gouvernement chinois n’avait pas envoyé de délégation, et ce sont donc quelques-uns des rescapés du massacre de TianAnMen qui ont donc, ce jour-là, représenté la Chine. ». Par ailleurs des étudiants chinois en France étaient en début de cortège, le front ceint d’un tissu blanc en signe de deuil, un vélo à la main, entourant un tambour géant.

### Organisations
| Organisation                     | Réaction |
| -------------------------------- | --- |
| Organisation des Nations unies   | Le secrétaire général Javier Pérez de Cuéllar se déclare « préoccupé » par les événements, ajoutant que le gouvernement chinois doit observer la plus grande retenue, mais il note aussi que la Charte des Nations unies interdit toute interférence dans les affaires intérieures des pays membres (en particulier des États membres du Conseil de sécurité des Nations unies qui possèdent un droit de veto).     |
| Communauté économique européenne | Elle condamne la réaction du gouvernement chinois, interrompt tout contact de haut niveau avec lui et suspend les prêts en cours. Elle met en œuvre une résolution pour le Haut Commissariat des Nations unies pour les réfugiés qui critique l'application des droits de l'homme en Chine,. La CEE, devenue, depuis, l'Union européenne, maintient un embargo sur les ventes d'armes à la Chine depuis cette date. |

### Pays
| Pays                              | Réaction |
| --------------------------------- | --- |
| Australie                         | Le Premier ministre, Bob Hawke, pleure lors d'un service commémoratif tenu au parlement. Le gouvernement australien garantit aux étudiants chinois une amnistie de quatre ans pour leur permettre de rester en Australie. |
| Birmanie                          | La junte approuve les actions du gouvernement chinois, alors que la dirigeante de l'opposition Aung San Suu Kyi les condamne, disant : « Nous le déplorons. C'est arrivé en Birmanie et nous voulions que le monde soutienne la Birmanie, donc nous soutenons les étudiants chinois ». |
| Canada                            | Le ministre des Affaires étrangères Joe Clark décrit les événements comme « inexcusables » et publie la déclaration suivante : « Nous ne pouvons qu'exprimer notre horreur et notre fureur devant ces violences insensées et la perte tragique de vies résultant d'un usage brutal et aveugle de la violence contre des étudiants et des civils pékinois ». |
| Tchécoslovaquie                   | Le gouvernement tchécoslovaque appuie la réaction du gouvernement chinois, exprimant l'idée que la Chine va surmonter ses problèmes et développer le socialisme. En réponse, la Chine « apprécie hautement la compréhension montrée par le parti communiste et le peuple tchécoslovaques » pour son action destinée à réprimer les émeutes « antisociales » de Pékin. |
| France                            | Le ministre français des Affaires étrangères, Roland Dumas, se déclare consterné par « la répression sanglante » contre « une foule de manifestants désarmés ». |
| République démocratique allemande | Le dirigeant de la République démocratique allemande approuve la répression. La Chambre du peuple vote une résolution dans laquelle l’Allemagne de l’Est affirme son appui à la suppression des « émeutes contre révolutionnaires ». Les apparatchiks est-allemand Hans Modrow, Günter Schabowski et Egon Krenz se rendent en Chine pour exprimer leur approbation et apporter leur soutien,. |
| République fédérale d'Allemagne   | Le ministre des Affaires étrangères d’Allemagne de l’Ouest exhorte la Chine à « revenir à sa politique universellement approuvée de réforme et d’ouverture ». |
| Vatican                           | Le Vatican n’a pas de relations diplomatiques officielles avec la Chine, mais le pape Jean-Paul II exprime l’espoir que les événements de Chine conduiront au changement. |
| Hong Kong                         | La répression a sévèrement affecté l'opinion sur la république populaire de Chine. 200 000 personnes protestent contre la réaction du gouvernement chinois qui considère les manifestations comme « subversives ». Les habitants de Hong Kong espèrent que ce chaos en Chine continentale déstabilisera le gouvernement de Pékin et évitera leur réunification avec la Chine. La Déclaration commune sino-britannique sur la question de Hong Kong est remise en question,. Les manifestations se poursuivent pendant plusieurs jours et des couronnes sont déposées devant le bureau de l’agence d’actualités Xinhua de la ville. |
| Hongrie                           | Le gouvernement hongrois, qui suit une politique de réformes, réagit fortement. Le ministre des Affaires étrangères parle d'une « horrible tragédie », et le gouvernement se dit « choqué », ajoutant que « les droits fondamentaux de l’homme ne peuvent pas rester confinés aux affaires internes d'un pays ». Des manifestations se déroulent devant l’ambassade de Chine. La Hongrie est le seul pays européen à avoir sensiblement réduit ses relations avec la Chine à la suite des événements. |
| Italie                            | Le dirigeant du Parti communiste italien Achille Occhetto condamne la « tuerie indicible qui se déroule en Chine ». |
| Japon                             | Le gouvernement japonais qualifie la réaction officielle d’« intolérable » et gèle ses prêts. Le Japon sera également le premier pays du G7 à restaurer des relations de haut niveau avec la Chine dans les mois suivants,. |
| Koweït                            | Le Koweït exprime sa compréhension envers les mesures prises par les autorités chinoises pour protéger la stabilité sociale. |
| Macao                             | 150 000 personnes manifestent à Macao. |
| Mongolie                          | Plusieurs réformistes sont conscients de la réaction internationale à la répression, et choisissent de suivre les changements démocratiques de l'Europe de l’Est et de l'Union soviétique,. |
| Pays-Bas                          | Le gouvernement néerlandais gèle ses relations diplomatiques avec la Chine et fait savoir, par l'entremise du chargé d’affaires Li Qin Ping, le profond état de choc que lui causent les « actions violentes et brutales de l’Armée populaire de libération ». |
| Philippines                       | La présidente Corazon Aquino exprime sa tristesse, exhortant le gouvernement chinois à « prendre des mesures urgentes et immédiates pour stopper le massacre agressif et aveugle perpétré par ses forces armées ». Dans un premier temps, le syndicat KMU approuve l’action des autorités chinoises, puis effectue une « rectification de position » blâmant « l’insuffisance de l'information et l'indécence du processus de prise de décision ». |
| Pologne                           | Le gouvernement polonais critique la réaction du gouvernement chinois, mais non le gouvernement lui-même. Un porte-parole qualifie les événements de « tragiques » et exprime ses « sincères condoléances aux familles des tués et blessés ». Des manifestations quotidiennes et des grèves de la faim se déroulent devant l’ambassade de Chine à Varsovie. Le gouvernement espère que cela n’affectera pas les relations sino-polonaises. |
| Roumanie                          | Le secrétaire général du Parti communiste roumain Nicolae Ceaușescu loue la répression. En retour, la Chine envoie Qiao Shi au Congrès du Parti communiste roumain d'août 1989, au cours duquel Ceauşescu est réélu. |
| Taïwan                            | Le 4 juin, le président Li Tenghui publie une déclaration condamnant fermement la réaction de la Chine continentale : « Tôt ce matin, les troupes communistes chinoises ont finalement utilisé la force militaire pour attaquer les étudiants et les autres manifestants pacifiques militant pour la démocratie et la liberté sur la place Tian'anmen à Pékin, occasionnant des blessures graves et des morts. Bien que nous ayons anticipé cette triste réaction des communistes chinois, elle nous touche avec une douleur, une indignation et une horreur sans pareil ». De plus, les autorités lèvent l’interdiction touchant les communications téléphoniques afin de faciliter les contacts privés et de contrer l’absence d’information des médias de la Chine continentale. |
| Singapour                         | Le gouvernement ne commente pas les événements, mais critique les appels des pays occidentaux à des sanctions économiques, les rejetant sous le prétexte qu'il s'agit là d'une interférence flagrante dans les affaires intérieures de la Chine. |
| URSS                              | Le secrétaire général Mikhaïl Gorbatchev ne condamne pas explicitement la réaction chinoise, mais appelle à la réforme. Lors du sommet de Pékin tenu au moment des événements, le renforcement des relations entre les deux pays a été évoqué, mais, sous la pression de l'actualité, les discussions se sont orientées vers le problème des droits de l’homme et celui de la politique extérieure de l'Union soviétique. À Moscou, des voix non officielles critiquant la réaction chinoise se font également entendre, et les groupes d’opposition nouvellement formés condamnent eux aussi la répression. Dix jours après les événements, le gouvernement exprime ses regrets et appelle à une politique de dialogue. Des manifestations publiques se déroulent devant l’ambassade de Chine à Moscou. Un porte-parole déclare le 10 juin que le Kremlin est « extrêmement consterné » par ces événements,. |
| Corée du Sud                      | Le ministre des Affaires étrangères exprime sa « grave préoccupation » et souhaite que la situation ne se détériore pas davantage. Sa déclaration encourage le dialogue pour que le problème soit résolu pacifiquement. |
| Suède                             | Le gouvernement suédois gèle ses relations diplomatiques avec la Chine. |
| Thaïlande                         | C'est le gouvernement thaïlandais qui, de tous les pays membres de l’ANASE, a les relations les plus chaleureuses avec Pékin. Il se déclare convaincu que la situation a passé un « point critique », mais il craint que cela ne retarde le règlement de la guerre entre le Cambodge et le Viêt Nam. |
| Royaume-Uni                       | Le Premier ministre, Margaret Thatcher, exprime son « absolue indignation et sa fureur », se déclarant « consternée par les tirs à l’aveugle sur des personnes non armées ». Elle promet d'assouplir les lois d’immigration pour les résidents de Hong Kong. |
| États-Unis                        | Le Congrès américain et les médias sont indignés par la situation. Le président George H. W. Bush suspend les ventes d’armes et les visites. Des manifestations de grande envergure se déroulent à travers tout le pays. |
| Viêt Nam                          | Le Viêt Nam et la Chine ont une histoire de relations tendues, mais le gouvernement vietnamien appuie discrètement la position du gouvernement chinois. Les médias rendent compte des manifestations, mais ne font aucun commentaire, et la radio d’État ajoute que l’Armée populaire de libération ne pouvait pas ne pas intervenir « après que des hooligans et voyous ont insulté ou battu des soldats »[réf. nécessaire] et détruit des véhicules militaires. Le gouvernement exprime sa volonté de voir s'améliorer ses relations avec la Chine, mais craint que les extrêmes de l’Europe de l’Est ou de Tian'anmen ne nuisent à sa propre stabilité. |
| Yougoslavie                       | L’agence nationale Tanjug, membre du mouvement des pays non-alignés, déclare que les manifestations représentent un « symbole des illusions détruites et donc un symbole des idéaux sacrifiés, qui ont été fauchés par les salves des mitrailleuses et écrasés sous les chenilles des véhicules blindés ». |
| Tibet                             | Le dalaï-lama demanda à Lodi Gyari Rinpoché de rédiger une déclaration soutenant les étudiants, au nom de la démocratie et des droits de l'homme et rejetant la violence, au risque de compromettre les négociations tibéto-chinoises. Deng Xiaoping l'a pris personnellement et ne lui a jamais pardonné,. |

## Conséquences

### Arrestations et persécutions

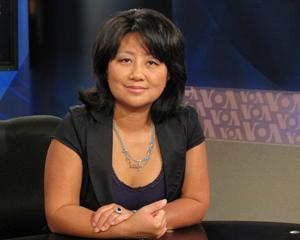
Photo de Chai Ling, une des dirigeants du mouvement étudiant, en 2010.

En 1992, le gouvernement chinois annonce 780 arrestations à la suite des événements alors qu'Amnesty International estime leur nombre à plusieurs milliers. Selon l'organisation Asia Watch, dix à trente mille personnes auraient été emprisonnées en Chine. En revanche, les étudiants – dont beaucoup sont issus de milieux relativement aisés et disposent de relations[réf. nécessaire] – reçoivent des peines beaucoup plus légères. Wang Dan, chef de file étudiant qui a complété la liste des personnes recherchées, passe sept ans en prison. Bon nombre des étudiants et du personnel universitaire impliqués sont définitivement stigmatisés politiquement, certains ne pourront jamais retrouver un emploi. D'autres parviennent cependant à s'échapper à l'étranger grâce à l'opération Yellow Bird basée à Hong Kong.
Pendant les quelques jours suivant les événements de Pékin, certains protestataires moins en vue organisent des actions dans d'autres villes. Des cérémonies commémoratives sont tenues, dès leur retour en cours, par des universitaires et des étudiants qui ont été les témoins des tueries de Pékin. À la prestigieuse université Jiao-tong de Shanghai, par exemple, le secrétaire du parti organise une cérémonie commémorative publique, pour laquelle les élèves ingénieurs fabriquent une grande gerbe de fleurs métalliques. Cependant, ces commémorations sont interdites les années suivantes et leurs organisateurs démis de leurs fonctions.
Pendant et après la manifestation, les autorités tentent d'arrêter et de poursuivre en justice les chefs de file étudiants du Mouvement démocratique chinois, notamment Wang Dan, Chai Ling, Zhao Changqing et Wu'erkaixi. Wang Dan est arrêté, condamné et envoyé en prison, avant d'être libéré pour raison médicale et d'émigrer aux États-Unis. Figure moins éminente des événements, Zhao est relâché après six mois de prison. Il sera cependant de nouveau incarcéré pour avoir continué à adresser des pétitions en faveur d'une réforme politique. Wuer Kaixi s'échappe à Taïwan. Il se marie et devient commentateur politique à la radio nationale taïwanaise. Chai Ling s'échappe en France, puis aux États-Unis. Dans un discours public donné à l'université du Michigan en novembre 2007, Wang Dan commente la situation actuelle des anciens chefs de file étudiants.
Chai Ling, qui a monté une entreprise hi-tech aux États-Unis, a été autorisé à revenir en Chine et à y faire des affaires. Li Lu est devenu banquier d'investissement à Wall Street et a créé sa propre firme. Wang Dan envisage une carrière universitaire après avoir obtenu son Philosophiæ doctor (PhD) à l'université Harvard, tout en désirant retourner en Chine si cela lui est permis. Yu Dongyue, un journaliste chinois, est condamné à vingt ans de prison, pour avoir jeté de l'encre sur un portrait géant de Mao Zedong le 23 mai 1989. Il est libéré en février 2006.
Les dirigeants du parti expulsent Zhao Ziyang du Comité permanent du bureau politique du Parti communiste chinois (CPBP), pour son opposition à la loi martiale. Zhao est assigné en résidence surveillée jusqu'à sa mort. Hu Qili, l'autre membre du CPBP qui s'est opposé à la loi martiale mais qui s'est abstenu de voter, est également exclu du comité. Il est cependant autorisé à demeurer membre du parti et, après un « changement d'opinion », il est nommé vice-ministre de la Construction mécanique et de l'Industrie électronique. Le dirigeant réformiste Wan Li aurait également placé en résidence surveillée dès sa descente d'avion à l'aéroport international de Pékin, à son retour d'un voyage abrégé à l'étranger pour, motif officiel, « raisons médicales ». Lorsque Li Wan est libéré de son assignation à résidence après avoir enfin « changé d'avis », comme Qiao Shi, il est muté sur un autre poste de rang égal, mais avec un simple rôle de représentation. Plusieurs ambassadeurs chinois à l'étranger demandent l'asile politique,.
Les séquelles des événements permettent à Jiang Zemin, alors maire de Shanghai, de devenir secrétaire général du Parti communiste chinois. Ses prises de position catégoriques à Shanghai (interdiction des publications à tendance réformiste et prévention de la violence meurtrière) lui valent le soutien d'anciens du parti à Pékin. Les membres du gouvernement préparent un livre blanc présentant le point de vue officiel sur les manifestations. Une source gouvernementale anonyme exfiltre ce document à l'étranger, et il est publié en janvier 2001 sous le nom de Documents de Tian'anmen. Il comporte une citation de l'aîné du PCC, Wang Zhen, faisant allusion à la réaction officielle face aux manifestations.
Les dissensions dans l'armée ont conduit au moins une dizaine de généraux en cour martiale. 3 500 officiers ont fait l'objet d'une enquête et au moins 111 ont été punis, ainsi que 1 400 hommes du rang qui avaient refusé de participer à la répression.
Pour s'être montrés plutôt favorables aux mouvements des étudiants, la plupart des dirigeants des médias d'État sont licenciés. Deux animateurs ayant couvert les événements du 4 juin au journal de 19 h à la Télévision centrale de Chine sont démis de leurs fonctions. Le motif invoqué est qu'ils ont fait montre de leurs émotions lors de l'émission. Wu Xiaoyong, fils d'un membre du Comité central du Parti communiste chinois, ancien ministre des Affaires étrangères et vice-Premier ministre de Wu Xueqian, est renvoyé du département en anglais de la Radio Chine internationale. Les rédacteurs et autres collaborateurs du Quotidien du Peuple, le journal du Parti communiste chinois, y compris son directeur Qian Liren et son rédacteur en chef Tan Wenrui, sont démis de leurs fonctions en raison de reportages jugés trop favorables aux étudiants. Plusieurs éditeurs sont arrêtés, dont Wu Xuecan, responsable d'une édition non autorisée d'Extra, qui est condamné à quatre ans d'emprisonnement.
Rob Gifford, journaliste de la National Public Radio, déclare qu'une grande partie des libertés politiques et d'expression ayant été octroyées après Mao et avant Tiananmen ont été remises en question après les événements. Par exemple, certains des auteurs du film Rivière Elegy (He Shang) sont arrêtés, et des écrivains sont obligés de fuir la Chine continentale. Gifford conclut que « le concept de la Chine, la Chine de l'empire, la construction de la Chine de deux mille ans de pensées impériales » a interdit et interdit toujours « l'indépendance de l'esprit », qui selon la pensée officielle, conduirait à la remise en cause du système politique. Il ajoute que les personnes nées après 1970 sont « proches de la dépolitisation complète », tandis que des intellectuels plus âgés ne se préoccupent plus du changement politique, mais se concentrent plutôt sur les réformes économiques.

### Couverture médiatique
Les protestations de la Place Tian'anmen ont considérablement nui à la réputation de la république populaire de Chine en Occident. Les médias occidentaux, invités à couvrir la visite de Mikhaïl Gorbatchev en mai, se sont trouvés dans une situation privilégiée pour couvrir l'action militaire, par exemple sur les ondes de la BBC et de CNN. Les manifestants ont saisi cette occasion, créant des panneaux et des banderoles à l'adresse du public des télévisions internationales, rédigés en français et en anglais. Cette couverture médiatique a été facilitée par l'acuité des conflits qui ont régné au sein du gouvernement chinois sur la façon dont il convenait de répondre aux manifestations. Ainsi, à la suite des tergiversations, l'interruption des images diffusées s'est trouvée différée au lieu d'être interrompue dans l'instant.
En fin de compte, lors de la répression, tous les réseaux internationaux se sont trouvés contraints de mettre fin aux émissions en provenance de Pékin, la transmission satellitaire ayant été fermée par les autorités. Les radiodiffuseurs ont tenté de contourner ces ordres en correspondant par voie téléphonique. Ainsi certaines images clandestines sont rapidement sorties du pays, y compris celle de l'« homme de Tian'anmen ». Le seul réseau qui s'est montré capable d'enregistrer des images au cours de la nuit est celui de la Radiotelevisión Española (TVE),.
Le correspondant de CBS Richard Roth et son cameraman ont été emprisonnés pendant la répression. Roth a été placé en détention alors qu'il était en train de correspondre depuis la place via un téléphone mobile. La retransmission permet de l'entendre crier à plusieurs reprises d'une voix rauque « I'll go! I'll go! I'll go! », avant que la communication ne soit interrompue. Il a été ensuite libéré, souffrant d'une légère blessure au visage reçue lors d'une altercation avec des policiers chinois qui tentaient de lui confisquer son téléphone.
Tout au long des années 1990 et du XXIe siècle, ces reportages ternissent durablement l'image de la république populaire de Chine auprès de l'opinion mondiale, et l'image de la Chine réformatrice et alliée privilégiée contre l'URSS s'efface devant celle d'un régime autoritaire et répressif. Par voie de conséquence, les étudiants chinois séjournant en Occident se voient privilégiés. Presque aussitôt après la répression, les États-Unis et la Communauté économique européenne imposent un embargo sur les ventes d'armes. Et les manifestations de Tian'anmen sont désormais fréquemment invoquées pour s'opposer à la libéralisation du commerce avec la Chine continentale, et la Blue Team américaine en veut pour preuve que le gouvernement de la république populaire de Chine a toujours représenté une menace pour la paix mondiale et les intérêts américains.
En Chine, pendant ce temps, les médias d'État sont contraints de mettre l'accent sur les soldats qui ont trouvé la mort, n'hésitant pas à masquer pour ce faire de nombreuses images à la télévision. Chez les étudiants chinois résidant à l'étranger, les manifestations de la Place Tian'anmen ont conduit à la création de services d'actualité sur Internet, tels que China News Digest et l'organisation non gouvernementale China Support Network. Au lendemain des événements, des organisations comme l'Alliance pour la démocratie en Chine et la Fédération indépendante des étudiants et lettrés chinois ont vu le jour, encore que ces structures aient perdu beaucoup de leur impact politique après la mi-1990.

### Impacts sur les tendances de politique intérieure

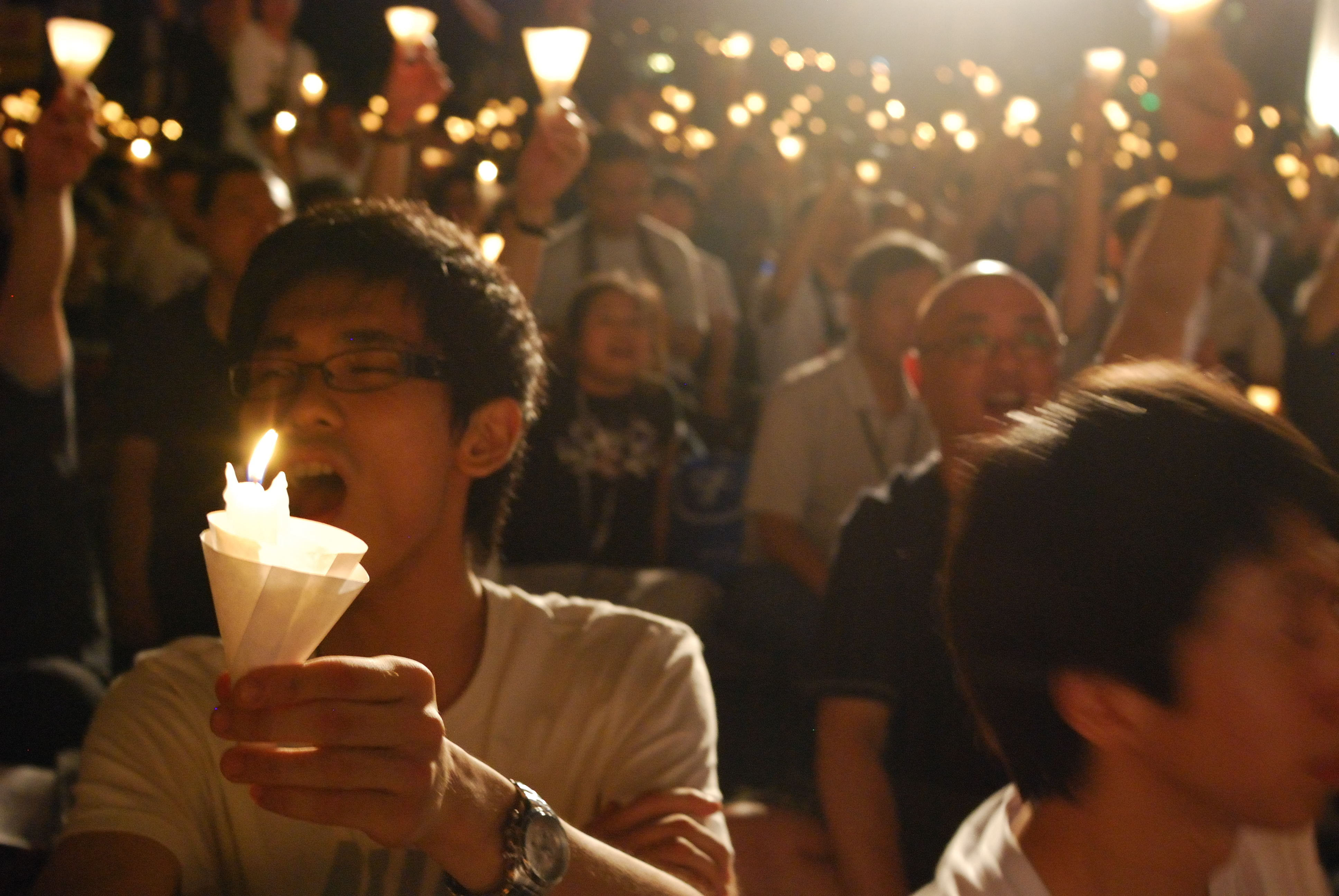
Veillée à la bougie pour le vingtième anniversaire des manifestations en 2009, à Hong Kong.

Les manifestations de la place Tian'anmen ont réduit l'espoir d'une prochaine libéralisation politique des pays communistes, idée ayant gagné du terrain au cours des années 1980. De nombreuses réformes démocratiques proposées pendant ces années-là se sont vues balayées. Bien que la situation ait depuis évolué, notamment en ce qui concerne les libertés individuelles, les discussions sur les changements structurels du gouvernement de la république populaire de Chine et sur le rôle du Parti communiste chinois restent largement taboues. Contrairement aux attentes de l'Occident concernant un effondrement du système politique chinois au profit d'un régime démocratique, le Parti communiste chinois n'a pas relâché sa mainmise sur le pays, et le mouvement étudiant de Tian'anmen est resté sans suite.
À Hong Kong, les manifestations de la place Tian'anmen ont pu faire craindre que la Chine ne renonce à honorer ses engagements (« un pays, deux systèmes ») après la rétrocession de 1997. Le dernier gouverneur, Chris Patten, a cherché à élargir le droit constitutionnel du Conseil législatif de Hong Kong, ce qui a conduit à des frictions avec la Chine.
À partir de 1989 à Hong Kong, de nombreuses veillées aux chandelles ont été tenues par des dizaines de milliers de personnes, même après le transfert du pouvoir vers la RPC. Les manifestations ont également marqué un tournant dans les conventions régissant la vie politique chinoise. Auparavant, en vertu de la constitution de 1982, le Président avait un rôle essentiellement symbolique. Le pouvoir était réparti entre le président, le Premier ministre et le secrétaire général du Parti communiste chinois, postes tous destinés à des personnes différentes afin d'éviter les excès de la dictature de l'ère Mao Zedong. Toutefois, après que Yang Shangkun a fait usage de ses « pouvoirs de réserve » en mobilisant l'armée, la présidence a bénéficié d'un réel pouvoir. Par la suite, c'est une seule et même personne qui a occupé les postes de président et de secrétaire général du Parti, et, à ces deux titres, exercé le pouvoir exécutif.
En 1989, ni l'armée chinoise ni la police de Pékin n'avaient d'équipements anti-émeute, balles en caoutchouc et gaz lacrymogènes pourtant utilisés depuis longtemps dans les pays occidentaux. Après le massacre, la police anti-émeute des villes chinoises a été équipée de matériel non létal pour faire face à ce genre de confrontation. La reprise en main de la population a été menée avec une particulière diligence. Deng Xiaoping, silencieux pendant toute la durée des événements, s'exprime le 9 juin en un discours dans lequel il résume la position officielle du parti. Pendant les douze mois qui suivent, des commissions d'enquête sont créées pour interroger tous ceux qui ont pris part aux manifestations, ce qui marque la fin définitive des mouvements étudiants des années 1980.
Dès la fin de l'été, une série de campagnes de propagande est lancée autour de thèmes patriotiques, notamment le personnage de Lei Feng, et les Quatre Principes Cardinaux (Voie Socialiste, Dictature du Prolétariat, Marxisme-Léninisme Pensée Mao Tsé Toung, prééminence du parti communiste). Les médias qui se sont montrés favorables aux étudiants ou à Zhao Ziyang sont mis au pas. L'idée de réforme politique ou de démocratisation, envisagée jusque-là par certains éléments du Parti, est abandonnée.

### Impact économique
Les événements de Tian'anmen ont eu un impact économique d'envergure sur la Chine. Les emprunts étrangers ont été suspendus par la Banque mondiale, la Banque asiatique de développement et les gouvernements. Les recettes touristiques sont passées de 2,2 à 1,8 milliard de dollars américains. Les engagements concernant des investissements à l'étranger ont été annulés et le budget de la défense accru de 8,6 % en 1986 à 15,5 % en 1990, renversant la tendance des dix dernières années. Le Premier ministre chinois Li Peng s'est rendu au Conseil de sécurité des Nations unies le 31 janvier 1992, et a fait valoir que les sanctions économiques et l'embargo sur la vente d'armes à la Chine représentaient une violation de sa souveraineté.
Au lendemain des manifestations, certains membres du gouvernement chinois ont essayé de freiner les réformes conduisant à une libéralisation du marché qu'avait amorcées Deng Xiaoping, et de rétablir les contrôles administratifs sur toutes les transactions. Toutefois, ces tentatives se sont heurtées à la résistance des gouverneurs de province avant de s'effondrer au début des années 1990, à la suite de l'implosion de l'URSS et du « voyage de Deng Xiaoping dans le sud » du pays. La poursuite de la réforme économique a conduit à la croissance des années 1990, qui a permis au gouvernement de remonter sa cote de popularité. Les dirigeants responsables de la répression semblent avoir été progressivement remplacés, sans avoir, pour autant, été inquiétés[précision nécessaire].
Les figures de proue de 1989 se sont avérées incapables de susciter un mouvement ou une idéologie cohérente et durable au-delà du milieu des années 1990. Le Parti communiste chinois considérait qu'elles venaient de milieux relativement aisés et étaient « coupés des petites gens ». Un certain nombre étaient socialistes. Bien des organisations pro-démocratiques (comme la FDC à Paris), créées au lendemain des événements, se sont effondrées en raison de querelles intestines et aussi, selon un rapport des services de renseignements canadiens, à cause de l'action des services secrets chinois, bien implantés dans la diaspora. Plusieurs militants démocrates résidant à l'étranger étaient en faveur de la limitation du commerce avec la Chine continentale, ce qui les a sensiblement compromis tant en Chine que parmi la communauté chinoise d'outre-mer. Un certain nombre d'ONG basées aux États-Unis continuent d'exiger des réformes démocratiques en Chine et à protester sans relâche contre les violations des droits de l'homme. Un des plus anciens, et aussi le plus éminent d'entre eux, le China Support Network, a été fondé en 1989 par un groupe d'Américains et de Chinois militants en réponse à la répression de Tian'anmen.

## Problèmes persistants

### Sujet interdit en Chine continentale
Contrairement à la révolution culturelle, à propos de laquelle les Chinois peuvent facilement trouver livres, magazines ou sites web autorisés, le sujet des événements de Tian'anmen reste interdit par le gouvernement et n'est généralement pas traité par les médias. Des moteurs de recherche tels que Google et Yahoo! ont dû, pour s'installer en Chine, adapter leurs programmes afin que soit barrée toute requête dérangeante. La simple mention de ces sujets sur des sites web ou des blogs chinois peut en entraîner la fermeture.
Les médias officiels considèrent que la répression militaire était nécessaire au maintien de l'ordre public. Comme les événements sont absents des programmes scolaires, les jeunes nés après eux ne connaissent son existence que par des rumeurs, ce qu'en disent les familles ou encore les médias étrangers. Les rares ouvrages sur le sujet écrits par des historiens chinois ont été publiés dans la région spéciale de Hong Kong (autonome jusqu'en 1997), et sont difficilement accessibles. Les sources occidentales sur le sujet ne sont pas diffusées en Chine. Chaque année, un grand rassemblement est organisé à Victoria Park, Hong Kong, en mémoire des victimes, et pour réclamer une inflexion de la position officielle. En 2008, la veillée a été couverte par la presse chinoise, mais a été détournée de son objet et utilisée pour illustrer un sujet concernant les victimes du tremblement de terre du Sichuan. Depuis 2020, cette manifestation est interdite.
Des pétitions sont régulièrement lancées, notamment à l'initiative du Dr Jiang Yanyong et des Mères de Tian'anmen, organisation fondée par l'une des mères des victimes tuées en 1989, afin d'obtenir explications et dédommagements, ainsi que le droit de recevoir des dons en provenance de l'étranger. La place Tian'anmen est étroitement surveillée à chaque anniversaire du 4 juin pour éviter toute commémoration.
Après le remaniement gouvernemental de la république populaire de Chine de 2004, plusieurs membres du cabinet ont fait état de Tian'anmen. En octobre 2004, pendant sa visite en France, le président Hu Jintao a réitéré la position officielle, à savoir que « le gouvernement a agi avec détermination pour calmer la tempête politique de 1989, et a permis à la Chine de profiter d'un développement stable ». Il a insisté sur le fait que ce point de vue gouvernemental ne serait sujet à aucune modification.
En mars 2004, le Premier ministre Wen Jiabao a déclaré lors d'une conférence de presse, que, durant les années 1990, une tempête politique sévère s'est abattue sur la RPC, alors qu'implosait l'URSS et que des changements radicaux affectaient l'Europe de l'Est. Il a ajouté que le Comité central communiste a réussi à stabiliser la politique d'ouverture et a protégé le « parcours du socialisme avec ses caractéristiques chinoises ».
En 2009, pour le vingtième anniversaire de l'événement, la population chinoise a fait savoir qu'elle désirait s'entretenir ouvertement des événements et a réclamé l'ouverture d'une enquête. La réponse du gouvernement chinois a été de bloquer, les jours précédant l'anniversaire, l'accès aux réseaux sociaux tels que Twitter et Flickr, de même que celui du fournisseur Hotmail. Dans les aéroports, les marchands de journaux ont systématiquement retiré de The Economist l'article commentant l'anniversaire du 4 juin. Zhang Shijun, ancien soldat qui avait 18 ans en 1989, a été arrêté après avoir publié une lettre ouverte à Hu Jintao, dans laquelle il demandait que s'ouvre une discussion publique sur le problème. Les gouvernements des régions administratives spéciales de Hong Kong et Macao ont refusé le retour des étudiants compromis dans les manifestations,. Le 5 juin 2009, plusieurs employés d'une chaîne de télévision de Canton ont été suspendus après avoir autorisé la diffusion de dix secondes d'une vidéo portant sur l'Homme de Tian'anmen et sur des veillées à la bougie tenues à Hong Kong.
L'explication officielle, fournie par Deng Xiaoping quelques jours après le 4 juin et inlassablement reprise depuis, est qu'un petit nombre d'émeutiers, pour l'essentiel des repris de justice et des chômeurs mécontents, avaient attaqué les soldats venus mettre de l'ordre sur la place Tian'anmen, et que l'armée avait dû se défendre. Selon cette thèse, il n'y a pas eu de morts sur la place et les victimes, de toute façon, n'étaient pas des étudiants. Le mouvement étudiant d'avril et mai est, pour sa part, qualifié de « trouble politique ».
En mai 2009, les mémoires posthumes de Zhao Ziyang sont publiés. Deng Xiaoping y est désigné comme le principal responsable de la répression.
En 2014, plusieurs personnalités, dont Pu Zhiqiang, Xu Youyu, Tang Jingling et la blogueuse dissidente Liu Do, sont inculpés de « provocation de troubles », (passible de cinq ans de prison), pour avoir célébré le vingt-cinquième anniversaire des manifestations,.
En 2016, à l'occasion de l'anniversaire du 4 juin 1989, une dizaine de parents de victimes ont pu se rendre au cimetière mais sous contrôle des forces de l'ordre. Zhang Xianling, dont le fils de 19 ans a été abattu, précise : « On est surveillés depuis la semaine dernière. Une trentaine (de policiers en civil) étaient présents au cimetière ». L'ONG Human Rights in China a diffusé une lettre ouverte des Mères de Tian'anmen : « Pour les familles des victimes, ce sont 27 années de terreur blanche, de suffocation (…) Nous sommes surveillés et écoutés, suivis et détenus, nos ordinateurs confisqués ». Ding Zilin est de nouveau sous résidence surveillée avec sa ligne téléphonique coupée et un accès à son domicile contrôlé. À Taiwan, le parlement de la république de Chine a commémoré pour la 1re fois les événements.
Les commémorations sont également surveillées voire censurées sur les réseaux sociaux chinois : ainsi, WeChat a empêché en 2018 le versement de paiements de 89,64 yuans ou 64,89 yuans, ces montants faisant symboliquement référence au 4 juin 1989. En 2019, pour le 30e anniversaire, des utilisateurs se voient bloqués sur la même plateforme pour avoir posté des photos d’attroupements de personnes munies de bougies, sans avoir mentionné explicitement le lieu ou le motif de ces photographies. Ces utilisateurs sont par la suite forcés de fournir leur photo et des échantillons de leur voix pour pouvoir débloquer leur compte.
Le gouvernement chinois bloque Wikipédia dans toutes les langues à l'occasion des 30 ans de la répression de Tian'anmen,. Le 15 septembre 2021, neuf militants prodémocratie hongkongais sont condamnées à des peines de prison pour avoir participé à des veillées en mémoire des événements de Tiananmen.
Lorsque l'entreprise chinoise DeepSeek publie son modèle de raisonnement R1 en janvier 2025, de multiples internautes remarquent que le chatbot refuse de répondre aux sujets faisant l'objet de censure comme les évènements de Tian'anmen, conformément à la législation du pays. Dans le cas où l'utilisateur tente de l'interroger sur un des sujets, l'intelligence artificielle va au mieux commencer à générer une réponse avant de la supprimer et de donner pour réponse « Désolé, c'est en dehors de mon champ de compétences. Parlons d'autre chose », voire donner la dite réponse avant toute réflexion si elle parvient à déterminer le contexte directement dans le prompt de l'utilisateur.

### Histoire supprimée en Chine continentale
À la suite des manifestations, les instances gouvernementales interdisent les films et les livres sujets à controverse et réduisent de nombreux journaux au silence. En une année, 12 % de la presse écrite, 8 % des maisons d'édition, 13 % des périodiques de sciences sociales et plus de 150 films sont interdits ou fermés. Le gouvernement annonce également une saisie de 32 millions de livres de contrebande et de 2,4 millions de vidéos et cassettes audio.
Actuellement, en raison d'une mesure de censure émanant du gouvernement chinois et incluant la censure d'Internet, les médias d'actualité ne sont pas autorisés à faire état des actions ou des événements concernant les manifestations. Les sites consacrés aux manifestations sont bloqués, du moins dans la Chine continentale. Une recherche Internet concernant les événements de 1989 ne donne aucun résultat ; en effet, seuls, les sites du Quotidien du Peuple ou autres médias étroitement contrôlés s'avèrent disponibles, et ils ne présentent que la version officielle des faits.
En janvier 2006, Google accepte de censurer son site en Chine, Google.cn, et supprime certaines informations relatives au massacre et à divers sujets tels que l'indépendance du Tibet, le Falun Gong et le statut de Taïwan. Lorsque les internautes effectuent des recherches sur les sujets censurés, le message suivant s'affiche en chinois en bas de page : « Conformément aux lois et réglementations politiques, certains résultats de recherche ne sont pas affichés ».

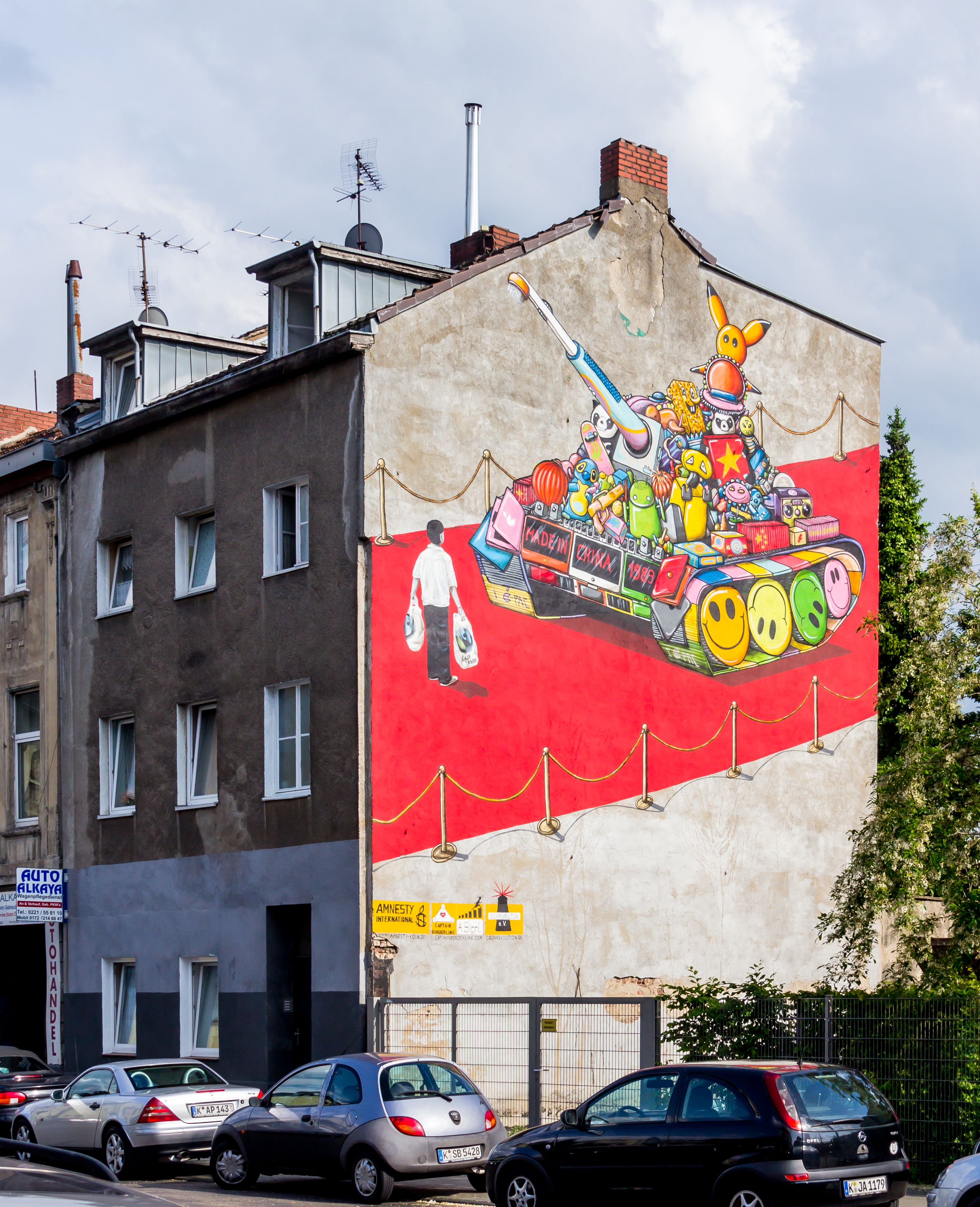
Évocation de l'homme de Tian'anmen sur une fresque de Cologne (2015).

En 2006, le programme américain Frontine sur PBS diffuse un extrait vidéo filmé à l'intérieur de l'université de Pékin, dont de nombreux étudiants ont en leur temps participé aux manifestations de 1989. Une photo de l'homme de Tian'anmen est montrée à quatre étudiants, mais aucun d'entre eux n'a pu identifier ce qui s’y passe. Certains ont répondu qu'il s'agissait d'un défilé militaire ou d'une œuvre artistique.
Le 15 mai 2007, le chef pro-Pékin de l'Alliance démocratique pour l'amélioration de Hong Kong, Ma Lik, s'est vu critiqué pour avoir déclaré qu'il « n'y a pas eu de massacre » pendant les manifestations, pas plus que de « tirs intentionnels et sans discernement ». Il avait ajouté que Hong Kong « n'était pas assez mature » et que la faute en était à l'influence que les médias étrangers exerçaient à propos de l'interprétation des événements de Tian'anmen, la ville montrant ainsi son manque de patriotisme et son peu de sens de l'identité nationale. Il en concluait qu'elle ne serait donc « pas prête pour la démocratie avant 2022 ». Ces remarques ont été vivement condamnées par le public. Plus tard, Ma Lik a reconnu qu'il s'était sans doute montré « téméraire et frivole » en proférant de tels propos, mais n'en a pas moins insisté sur le fait qu'à, Tien'anmen, il ne s'était pas agi d'un massacre. 
Le 4 juin 2007, jour de l'anniversaire du massacre, une lecture, « rendant hommage aux mères des victimes du 4 juin », est publiée par le journal Chengdu Evening News. Cette parution entraîne le licenciement par le gouvernement chinois de trois éditeurs,. Le secrétaire du bureau qui a approuvé cette publication n'aurait, selon les sources officielles, jamais entendu parler de la répression militaire du 4 juin, et aurait déclaré que la date en question était celle d'une catastrophe minière.
À la fin d'avril 2009, l'accès Internet aux événements de Tian'anmen, y compris les vidéos, les bulletins d'actualité et Wikipédia, a été pour la première fois censuré en Chine continentale pour les médias de langue anglaise. À cette occasion, les articles concernés ont à nouveau été censurés, principalement sur la version chinoise de Google, encore que certaines vidéos sont restées visibles. D'autre part, lors du 20e anniversaire des manifestations, des policiers en civil, équipés de parapluies, ont rendu impossible tout tournage de la place, en passant et repassant devant les caméras des journalistes postés à proximité,.
En 2013, le sinologue Renaud de Spens considère qu'il n'existe plus d'internautes non informés de ces manifestations. Malgré « l’amnésie officielle », les Chinois multiplient les contournements concernant le « 35 mai » avec, par exemple, des montages photos ou des jeux de cartes.

### Embargo européen et américain sur la vente d'armes
L'embargo de l'Union européenne et les États-Unis sur les ventes d'armes à la république populaire de Chine mis en place à la suite de la répression est toujours en vigueur. La Chine appelle à une levée de l'interdiction depuis de nombreuses années, soutenue en cela par certains membres du Conseil de l'Union européenne dont le nombre varie selon les circonstances. Début 2004, la France prend l'initiative d'un mouvement au sein de l'Union européenne pour lever l'interdiction. L'ancien chancelier allemand Gerhard Schröder a publiquement ajouté sa voix à celle de l'ancien président français Jacques Chirac pour que l'embargo soit levé.
L'embargo a été l'un des sujets du sommet RPC-UE aux Pays-Bas entre le 7 et 9 décembre 2004. Finalement, le Conseil de l'UE n'a pas cédé. Le porte-parole européen François le Bail a déclaré qu'il existait encore des incertitudes quant à l'engagement de la RPC en faveur des droits de l'homme. Dans le même temps, l'UE a déclaré vouloir travailler avec la Chine pour parvenir à une levée de l'interdiction. Jacques Chirac s'est engagé à lever l'interdiction pour le milieu de l'année 2005. Cependant, la loi antisécession que la RPC vote en mars 2005 accroît les tensions. Plusieurs membres de l'UE changent d'avis. Le Congrès américain menace l'UE de restrictions dans le transfert de technologie militaire en cas de levée. Le Conseil européen ne parvient pas à un consensus et, bien que la France et l'Allemagne aient œuvré contre l'interdiction, celle-ci est maintenue.
De plus, certains changements politiques affectent la position de l'Union européenne sur le sujet. Schröder perd les élections fédérales allemandes de 2005 contre Angela Merkel, qui devient chancelière le 22 novembre 2005. Cette dernière déclare son opposition à une levée de l'interdiction. Jacques Chirac ne se porte pas candidat à la présidentielle de 2007 ; son successeur, Nicolas Sarkozy, est lui aussi partisan de la levée de l'embargo. La politique étrangère de la France sur ce sujet reste inchangée. En outre, le Parlement européen s'y est toujours opposé. Bien que son accord ne soit théoriquement pas nécessaire. L'opposition du parlement européen se manifeste par une série de résolutions dont la teneur ne varie guère :
- La résolution du 28 avril 2005, sur le rapport annuel sur les droits de l'homme dans le monde en 2004 et la politique de l'UE sur la question,
- La résolution du 23 octobre 2003, sur le rapport annuel du Conseil du Parlement européen sur les principaux aspects et les choix fondamentaux de la PESC, a insisté sur une résolution pacifique de la question de Taïwan par le dialogue dans le détroit de Taïwan et a appelé la Chine à retirer ses missiles dans les provinces côtières voisines du détroit de Taïwan, et
- La résolution sur les relations entre l'UE, la Chine et Taïwan et la sécurité dans l'Extrême-Orient du 7 juillet 2005. Le Parlement européen a noté plusieurs fois que la situation actuelle des droits de l'homme en Chine, en regard des libertés fondamentales civile, culturelle et politique, n'a pas atteint les standards internationaux reconnus par la Chine.

L'embargo sur les armes a limité les options de la Chine dans sa recherche de matériel militaire. Elle s'est adressée à l'ancien bloc soviétique avec qui elle avait une relation tendue à la suite de la rupture sino-soviétique. Les autres fournisseurs incluaient dans un premier temps Israël et l'Afrique du Sud, mais la pression américaine a restreint leur coopération.

### Dédommagements
Bien que la responsabilité du gouvernement chinois n'ait jamais été reconnue, un versement[Par qui ?] a été effectué à la mère d'une des victimes en avril 2006. Il s'agit là du premier cas publié de dédommagement. Le versement, 70 000 yuans (environ 10 000 euros), a été qualifié d'assistance contrainte, donnée à Tang Deying dont le fils Zhou Guocong est mort à 15 ans lors d'une garde à vue à Chengdu le 6 juin 1989, deux jours après que l'armée chinoise eut dispersé les manifestants de Tiananmen. Ce geste a été salué par de nombreux activistes chinois, mais est considéré par d'autres comme destiné à garantir la stabilité sociale sans pour autant annoncer de changement dans la position officielle du Parti.

### Rapport des Nations unies
Le 21 novembre 2008, la Convention contre la torture et autres peines ou traitements cruels, inhumains ou dégradants de l'Organisation des Nations unies exhorte la Chine à présenter des excuses, à libérer les dissidents encore emprisonnés et à diligenter une enquête sur les événements survenus en marge des manifestations,.

## Dans les arts et la culture populaire

### Filmographie

#### Cinéma
- 1992 : Rapid Fire, avec Brandon Lee, dépeint les images des tueries de la place Tian'anmen. Dans le film, le personnage, interprété par Brandon Lee, est le fils d'un employé du gouvernement américain qui meurt lors du massacre. C'est cette mort qui va entraîner le cynisme et la colère de Lee tout au long du film. Vers la fin, le personnage de Powers Booth lui remet un dossier qui, selon lui, contient des informations complémentaires sur la mort de son père.
- 2006 : Une jeunesse chinoise de Lou Ye, se déroule sur fond des manifestations.
- 1990 : Une balle dans la tête de John Woo sortie en 1990 fait une allusion aux massacres de la place Tian'anmen lorsqu'un jeune Vietnamien fait face à un char de l'armée.
- 1999 : Sunrise Over Tiananmen Square (en) du réalisateur Shui-Bo Wang, raconte la désillusion que l'auteur face au régime politique de la république populaire de Chine. L'auteur a participé aux manifestations sur la place et à la conception de la Déesse de la Démocratie.
- 2001 : Dong ci bian wei alias Conjugation de Emily Tang (alias Tang Xiaobai 唐晓白). Étudiante au moment des événements de la place Tian’anmen, en juin 1989, elle en a tiré l’inspiration de son premier long métrage : « Conjugaison » (《动词变位》), sorti en 2001 et présenté au festival de Locarno où il a décroché le prix spécial du jury.

#### Télévision

##### Documentaire
- Tian Anmen : 20 ans de tabou, documentaire de Shi Ming (diffusé en juin 2009 dans l'émission Théma sur Arte[173]).
- Retour Place Tian Anmen, documentaire de Bernard Debord et Jean-Claude Guidicelli, FR3, La Marche du Siècle, 28 mai 1990.
- En avril 2006, la série de PBS Frontline a produit un épisode intitulé « Tank Man », qui examine le rôle de ce manifestant lors des événements de la place Tian'anmen, et le changement économique et politique en RPC qui s'est ensuivi.
- Le 3 juin 2009, la BBC diffuse le documentaire Kate Adie returns to Tiananmen, dans lequel la reporter Kate Adie revisite la Chine et se souvient des événements dont elle a été témoin en 1989[174].
- En 2010, Mystères d'archives produit l'épisode 1989 - Les manifestations de la place Tian'Anmen.
- En 2019 est diffusée sur Arte une série-documentaire de Ian MacMillan en 2 épisodes : Le peuple contre le parti - Partie 1 et Le parti contre le peuple - Partie 2. Le documentaire revient sur la chronologie des événements de la place Tiananmen avec des intervenants contemporains et des sinologues[175].

##### Série
- Mac Gyver Saison 5 épisode 7 : Entrée en fac. Mei Jan, une jeune Chinoise veut faire parvenir des images des Manifestations de la place Tian'anmen.
- Dans l'épisode des Simpsons Bébé Nem, un plan reprend l'image de l'étudiant devant la colonne de chars, ce dernier étant remplacé par Selma. Un panneau indique : « Place Tian'anmen, il ne s'est rien passé ».
- Dans un épisode de South Park, les garçons regardent un show fictif de Russell Crowe. À un moment du show, Russell Crowe se rend sur la place Tian'anmen (qui est appelée « place Teeny-Man ») et mentionne un massacre perpétré en 1989.
- Le 24 septembre 1990, la série Star Trek : La Nouvelle Génération fait état d'un bâtiment appelé USS place Tian'anmen comme étant l'un des nombreux vaisseaux détruits lors d'une bataille livrée contre les Borgs, la bataille de Wolf 359, dans l'épisode gagnant l'Emmy Award, « Le meilleur des deux mondes, Partie 2 », en l'honneur des manifestants.

##### Emissions
- Une émission en prime time[176] présentée par Tom Brokaw a été consacrée à la fois aux manifestations pro-démocratiques de la place Tian'anmen et à la chute du mur de Berlin au cours de 1989, importante année pour les droits de l'homme dans le monde.
- La journaliste de CNN Kyra Phillips s'est vu critiquer en mars 2006 quand elle a comparé les événements se déroulant en France à l'instigation du mouvement contre le contrat première embauche, dans lesquels il n'y a eu à déplorer aucune victime, aux manifestations de la place Tian'anmen : « que cela rappelle des souvenirs de la place Tian'anmen, quand vous avez vu ces militants en face de chars »[177]. Le journaliste de CNN Chris Burns a dit au ministre français des Affaires étrangères Philippe Douste-Blazy que ces commentaires étaient regrettables et que la journaliste serait sanctionnée.

##### Emissions censurées
- Le 4 juin 2004, jour du 15e anniversaire de l'évènement, les émissions de la chaîne d'informations américaine CNN ont été interrompues à chaque évocation du massacre dans les hôtels chinois et les résidences des étrangers, seuls lieux où la chaîne pouvait être vue légalement[178].
- Luttes politiques dans l'ère de réforme en Chine par Yang Jisheng, présentant des interviews secrètes de Zhao Ziyang et le rejet de la position du gouvernement chinois sur les manifestations[179].

### Littérature
- 2006 : le roman La Cité Interdite de William Bell, version romancée des manifestations, est interdit.
- 2007 :
  - Collection of June Fourth Poems est interdit.
  - Zhao Ziyang's words during his house arrest fut également interdit. Cependant, les mémoires posthumes de Zhao Ziyang, Prisoner of the State: The Secret Journal of Premier Zhao Ziyang, sont publiés en mai 2009 à Hong Kong à partir d'enregistrements sortis clandestinement.
- 2009 : Beijing Coma de Ma Jian a été interdit de sortie, bien qu'il ait été traduit en sept langues et soit disponible à Hong Kong ainsi qu'à Taïwan.

### Musique
Certaines références aux événements se retrouvent dans de nombreuses paroles et couvertures d'albums, que ce soit à des fins politiques ou non. Le groupe de rock britannique The Cure, pendant un concert à Rome le 4 juin 1989, a dédié son dernier rappel Faith, à « tous ceux qui sont morts aujourd'hui en Chine ». Le chanteur Robert Smith a complété la chanson, avec des paroles improvisées, sur une personne qui a un fusil dans la gorge et qui est exhorté à répondre « Oui » à la question « Est-ce que tu m'aimes ? », mais qui refuse finalement de le faire. L'enregistrement de cette version de 15 minutes est connu sous le nom de Tiananmen Faith.
La même année, Joan Baez a écrit et enregistré son hymne folk China pour commémorer la révolte démocratique. Le single sur le thème de l'histoire de Billy Joel We Didn't Start the Fire, sorti fin 1989, mentionne l'événement au vers « la Chine sous la loi martiale ».
La chanson Tim Omen du groupe canadien de musique industrielle Skinny Puppy est une référence à la révolte et au massacre.
Le groupe de rock progressif Marillion a écrit une chanson intitulée The King of Sunset Town. La chanson apparaît dans l'album Seasons End en septembre 1989.
Le groupe américain de rock et folk The Hooters a fait référence à l'événement dans sa chanson 500 miles (de l'album Zig Zag, enregistré en 1989), qui est une version mise à jour de la chanson folk des années 1960. Le troisième couplet commence par : « A hundred tanks along the square, One man stands and stops them there, Someday soon the tide'll turn and I'll be free », qui pourrait être traduit par : « 100 chars le long de la place, / Un homme debout et les stoppe ici, / Un jour bientôt la marée reviendra et / Je serai libre ».
Le groupe System of a Down a fait référence à l'événement dans les premières lignes de la chanson Hypnotize : « Why don't you ask the kids at Tiananmen Square, was fashion the reason why they were there ? » (« Pourquoi ne demandes-tu pas aux enfants de la place Tian'anmen, est-ce que la mode était la raison pour laquelle ils étaient là ? »)
L'inspiration du titre Shiny Happy People par R.E.M. provient d'un poster intitulé « Shiny Happy People Holding Hands » (traduction : des gens joyeux et étincelants se tenant par la main) de la propagande chinoise édité juste après le massacre.
Le groupe de thrash metal Slayer a sorti la chanson Blood Red dans son album des années 1990 intitulé Seasons in the Abyss. Ce titre est inspiré des événements de la place Tian'anmen. La chanson contient les vers suivants : « Peaceful confrontation meets war machine, Seizing all civil liberties… No disguise can deface evil, The massacre of innocent people » (« Confrontation pacifique rencontre machine de guerre, Capturant toutes les libertés civiles… Aucun déguisement ne peut masquer le mal, Le massacre de personnes innocentes »). La même année, un autre groupe de thrash metal, Testament a sorti la chanson Seven days of May pour protester contre le massacre pékinois (même si l'assaut de la place Tian'anmen a eu lieu le 3 juin et non en mai) sur son album Souls of Black. Dans ce titre, se lit : « In the square they play the game, That's when the tanks and the army came… They called the murders minimal, Described their victims as criminals… Dead souls like you and me, Who only wanted free society » (soit : « Sur la place ils jouent le jeu, C'est quand les chars et l'armée arrivent… Ils prétendirent les assassinats minimes, Décrivirent les victimes comme des criminels… Les âmes mortes comme vous et moi, qui voulaient seulement une société libre »).
En 1990, le groupe corse I Muvrini dédie à ces événements la chanson Trà more è campà (Entre vivre et mourir) sur scène lors de sa tournée d'été. Celle-ci reste un temps inédite malgré la sortie de l'album live In core et d'une VHS éditée par FR3 sur cette tournée, I Muvrini… In Giru. Elle paraît sur l'album À voce rivolta en 1991. En 1991, Johnny Hallyday sur son album Ça ne change pas un homme chante également une chanson qui se nomme Tien an men, écrite par Ysa Shandy et Jacques Cardona.
Le groupe britannique anarchiste de pop Chumbawamba a sorti une chanson appelée Tiananmen Square (Place Tian'anmen) dans son album Slap!. Les paroles sont construites autour du fait que l'Armée populaire de libération a commis des assassinats. L'Homme de Tiananmen y est également mentionné (« You must've seen it, the boy in the white shirt », traduisible par « Vous avez dû le voir, le garçon avec sa chemise blanche »).
Sinéad O'Connor, dans son album de 1990 I Do Not Want What I Haven't Got, a fait référence à la tuerie dans la chanson Black Boys on Mopeds avec ces paroles : « Margaret Thatcher on TV, Shocked by the deaths that took place in Beijing » (« Margaret Thatcher à la télévision, Choquée par les morts à Pékin »).
Le groupe de rock britannique Siouxsie and the Banshees a enregistré la chanson The Ghost in You pour son album Superstition en 1991. Il y est question d'une personne témoin du massacre qui retourne sur la place Tian'anmen et se souvient de la terrible émotion qu'elle y a ressentie.
Roger Waters a visé le massacre dans la chanson Watching TV en 1992 dans l'album Amused to Death. En 1996, Nevermore a sorti la piste intitulée The Tiananmen Man sur son album The Politics of Ecstasy.
En 2006, le chanteur chinois de folk Li Zhi a écrit une chanson intitulée The Square, dans laquelle sont audibles le sifflement des balles, la sirène des ambulances et la voix de Mme Ding, l'une des Mères de Tian'anmen. En 2007 Hed PE a écrit une chanson intitulée Tiananmen Squared dans son album Insomnia.
Calogero a également écrit une chanson intitulée Tien an Men en 2003.
Le groupe portugais Kalashnikov possède dans son répertoire une chanson intitulée Tiananmen Tiananmen. Le chœur de la chanson entonne « Tiananmen Tiananmen, kill another yellow men » (« Tiananmen Tiananmen, tue d'autres hommes jaunes »).
Le groupe italien CCCP Fedeli alla linea a inclus la chanson Tien An Men dans son album de 1990 Ragazza Emancipata.
Le groupe français Les Wriggles a fait référence à cet événement dans sa chanson intitulée N'importn'awak sur l'album Le Best Of sorti en 2006 : « T'as pas balancé des chars sur la place Tien an Men ».
Le groupe français Les Fatals Picards dénonce la politique du Pays en prenant l'image des événements de Tian'anmen dans leur chanson Chinese Democracy.
En 2009, le groupe indi pop de Hong Kong My Little Airport a écrit « Donald Tsang, s'il te plaît, meurs » après la déclaration de Tsang selon laquelle le massacre de la place Tian'anmen est insignifiant au regard du pouvoir économique actuel de la Chine. Les paroles disent : « Imagine aujourd'hui, Donald, que quelqu'un te hache la main, vingt après que quelqu'un est devenu le Chef Exécutif. Arrêterais-tu de rechercher la justice à cause de cette réussite ? ».
Le groupe de punk Rancid fait référence à la place Tian'anmen dans sa chanson Arrested in Shanghai, dont voici un extrait : « So I protest the massacres at the Tiananmen Square//My friends said yo, stay away man, you better not go fucking back there » (« Je proteste donc contre les massacres de la place Tian'anmen/Mes amis disent ho, reste loin mec, tu ne devrais pas aller dans ce putain d'endroit »). La chanson reflète les enjeux de la censure des médias et de l'absence de libertés démocratiques en Chine.
Le groupe australien de hip-hop Hilltop Hoods mentionne la place Tian'anmen dans une de ses chansons : « I feel like throwing a flag of protest in Tiananmen Square » (« Je me sens comme jetant un drapeau de protestation sur la place Tian'anmen »).

### Sport
Alors que le massacre des manifestants de la place Tian'anmen est à son comble, s'ouvrent à Paris les internationaux de France de tennis 1989. Le tournoi est gagné par un Américain d'origine chinoise, Michael Chang, qui, à 17 ans, devient le plus jeune joueur à remporter un tournoi du Grand Chelem. Le mémorable quatrième set de la victoire sur le numéro un mondial Ivan Lendl a lieu le 5 juin 1989. Chang a déclaré que sa motivation était d'autant plus forte que le massacre se poursuivait :

« Beaucoup de gens oubliaient ce qui se passait sur la place Tian'anmen, la répression qui s'y déroulait, au milieu de la journée de dimanche de l'Open français ; moi, lorsque je ne m'entraînais pas ou ne jouais pas de match, je restais rivé à mon téléviseur à regarder les événements… Je dis souvent aux gens que je crois que c'était la volonté de Dieu que je sois en mesure de gagner l'Open de France de la façon dont je l'ai gagné, parce que j'étais en mesure de mettre un sourire sur les visages du peuple chinois à travers le monde, à une époque où il n'y avait pas beaucoup de quoi sourire. »

### Sculpture

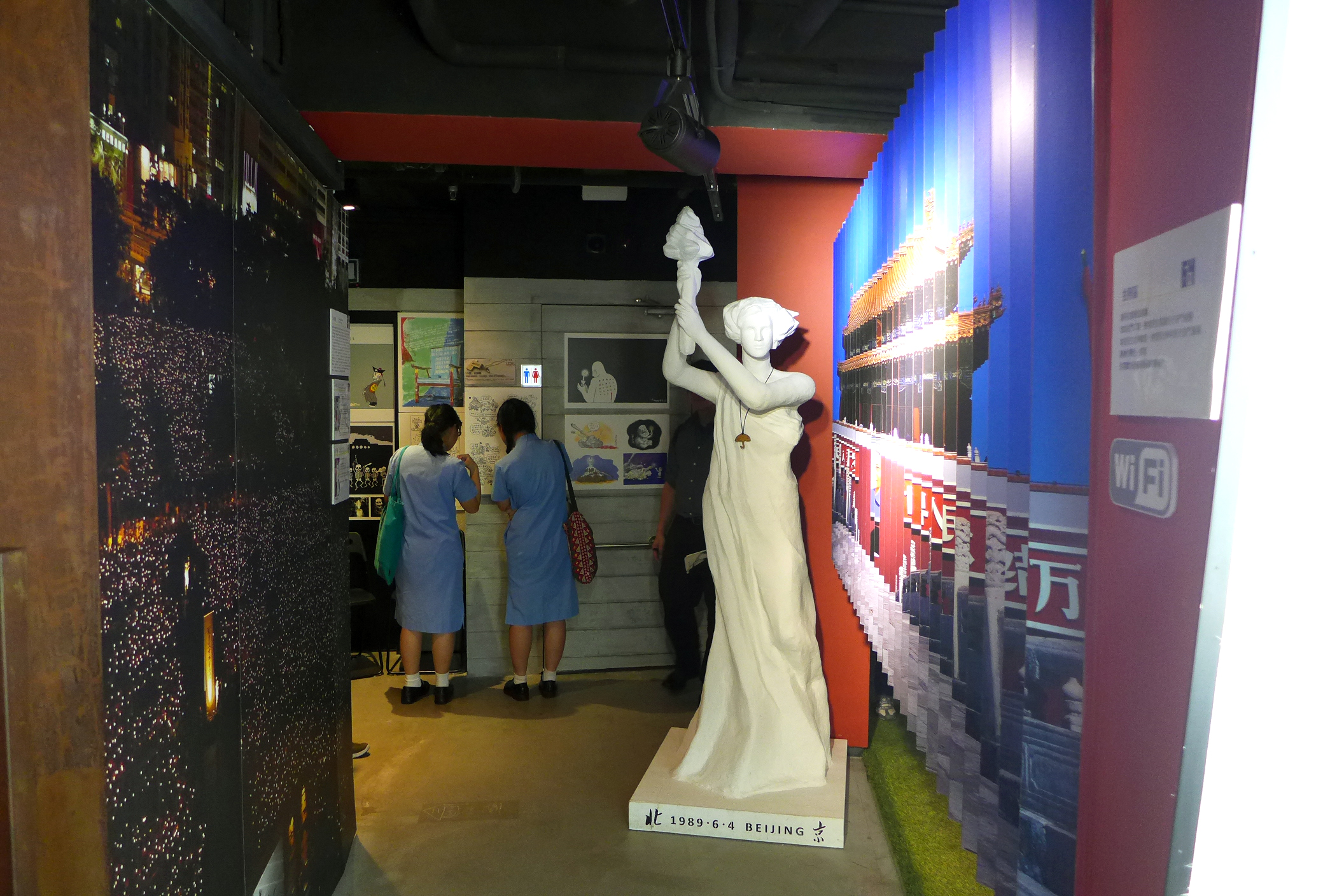
Reproduction de la Déesse de la Démocratie au musée du 4 juin.

La Déesse de la Démocratie est une sculpture réalisée par des étudiants lors des manifestations de la place Tian'anmen en 1989. Après sa destruction par l'armée chinoise, la sculpture a été reproduite à Washington, D.C., Vancouver, Hong Kong, San Francisco et Toronto.
En 2019, à l’occasion du 30e anniversaire des manifestations de la place Tian'anmen de juin 1989, le sculpteur tchèque Marie Seborova a réalisé le buste du prix Nobel Liu Xiaobo qui participa à ces manifestations.